# Lienz
Lienz [ˈli:ɛnt͜s] ist eine Stadt in Tirol und der Verwaltungssitz des gleichnamigen Bezirks Lienz (Osttirol). Das Stadtgebiet ist 16 km² groß. Mit 12.039 Einwohnern (Stand 1. Jänner 2024) ist Lienz die siebtgrößte Stadt Tirols und der wirtschaftliche, kulturelle und soziale Mittelpunkt Osttirols. Lienz liegt an der Mündung der Isel in die Drau.
Während der Römerzeit war das benachbarte Aguntum das Zentrum der Region. Lienz rückte während des Mittelalters in den Mittelpunkt, als es Hauptsitz der Görzer Grafen aus dem Haus der Meinhardiner wurde. Nach dem Aussterben der Dynastie fiel Lienz 1500 an Maximilian I., der das Gebiet um Lienz mit Tirol vereinte. Besitzer der Herrschaft Lienz waren in der Folge jedoch die Familie Wolkenstein-Rodenegg und das Haller Damenstift. Seinen größten Bevölkerungsaufschwung und einen massiven Ausbau der örtlichen Infrastruktur erlebte Lienz Ende des 19. Jahrhunderts und Anfang des 20. Jahrhunderts nach dem Ausbau der Drautalbahn und Pustertalbahn. Während des Zweiten Weltkriegs erhöhte sich die Bevölkerungszahl auf Grund der Ansiedelung von Südtirolern, zudem wurde 1939 die Nachbargemeinde Patriasdorf mit Lienz zusammengeschlossen.
Gebrauchsgüter-Erzeugung, Handel und Tourismus sind die wichtigsten Wirtschaftszweige. Daneben finden zahlreiche Beschäftigte Arbeit im Gesundheits-, Bildungs- und Verwaltungsbereich. Die Landwirtschaft ist hingegen auf Grund des hohen Siedlungsdrucks stark rückläufig.

## Geografie

### Lage

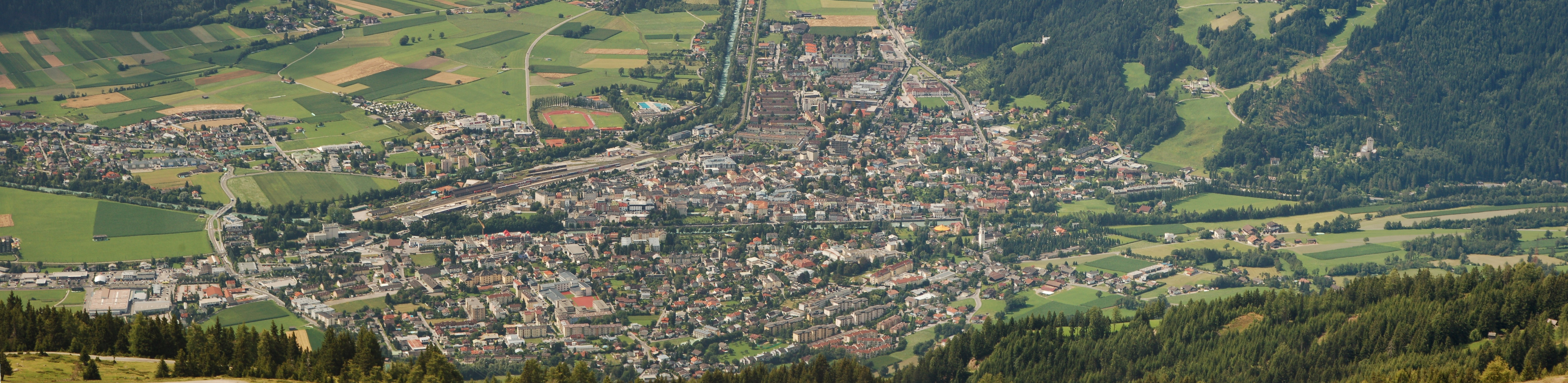
Panorama der Stadt Lienz vom Zettersfeld

Lienz liegt im östlichen Osttirol am Kreuzungspunkt des Drau-, Puster- und Iseltals, die Isel mündet in Lienz in die Drau. Das Gemeindegebiet umfasst große Teile des Lienzer Talkessels und erstreckt sich über eine Fläche von 15,94 km². Das Stadtzentrum von Lienz liegt auf einer Höhe von 673 Metern, der höchste Punkt der Gemeinde befindet sich im Bereich der Hochsteinhütte (2023 m).

### Gemeindegliederung
| Katastralgemeinden                      | Ortschaften in der Gemeinde                   |
| --------------------------------------- | --------------------------------------------- |
| Lienz (6,61 km²) Patriasdorf (9,34 km²) | Lienz (Stt) Patriasdorf (Stt) Schloßberg (ZH) |
| Legende                                 |                                               |

| In der Spalte Katastralgemeinden sind sämtliche Katastralgemeinden einer Gemeinde angeführt. In der Klammer ist die jeweilige Fläche in km² angegeben. |
| In der Spalte Ortschaften sind sämtliche von der Statistik Austria erfassten Siedlungen, die auch eine eigene Ortschaftskennziffer aufweisen, angeführt. In der Hierarchieebene derselben Spalte, rechts eingerückt, werden nur Ansiedlungen, die mindestens aus mehreren Häusern bestehen, dargestellt. Die wichtigsten der verwendeten Abkürzungen sind: - M = Hauptort der Gemeinde - Stt = Stadtteil - R = Rotte - W = Weiler - D = Dorf - ZH = Zerstreute Häuser - Sdlg = Siedlung - Hgr = Häusergruppe - E = Einzelgehöft (nur wenn sie eine eigene Ortschaftskennziffer haben) Die komplette Liste der Statistik Austria ist in: Topographische Siedlungskennzeichnung nach STAT Zu beachten ist, dass manche Orte unterschiedliche Schreibweisen haben können. So können sich Katastralgemeinden anders schreiben als gleichnamige Ortschaften bzw. Gemeinden. Quelle: Statistik Austria – |

Lienz besteht aus den beiden Katastralgemeinden Patriasdorf und Lienz. Patriasdorf umfasst den großteils unbewohnten südwestlichen Teil der Gemeinde mit dem Schlossberg und der Hochsteinbahn sowie die nordwestlich gelegene Siedlung gleichen Namens. Das übrige Gemeindegebiet mit dem Großteil der Bevölkerung gehört hingegen zur Katastralgemeinde Lienz, die Eingemeindung der ehemals selbständigen Gemeinde Patriasdorf fand im Jahr 1939 statt. Die Unterteilung in zwei Katastralgemeinden blieb jedoch bestehen.
Neben der Einteilung in Katastralgemeinden werden in Lienz auch verschiedene Stadtteile unterschieden. Neben Patriasdorf und der Lienzer Altstadt sind dies der nördlich der Altstadt gelegene Rindermarkt und der sich im Norden anschließende Grafenanger. Im Süden von Lienz bestehen die Friedenssiedlung, die Siedlung Eichholz und die Pfarrsiedlung. Die Peggetz im Osten ist ein Gebiet, in dem überwiegend Industrie und Gewerbe angesiedelt sind.

### Nachbargemeinden
Nördlich von Lienz liegen die Gemeinden Oberlienz, Thurn und Gaimberg, östlich die Marktgemeinde Nußdorf-Debant. Im Süden grenzen Assling, Leisach, Amlach und Tristach an Lienz.

### Flächennutzung
692 Hektar (ha) (43,4 %) waren 2001 im Bereich des westlichen Gemeindegebietes am Schlossberg und im Bereich der Hochsteinbahn von Waldflächen bedeckt. 499 ha (31,3 %) des Gemeindeareals entfielen auf landwirtschaftlich genutzte Flächen sowie sonstige Grünflächen. Die bebaute Fläche mit den Wohnsiedlungen und den Gewerbe- und Industriegebieten umfasste 216 ha (13,6 %) der Gemeindefläche, hinzu kamen 157 ha Ödflächen (9,8 %) und 30 ha Gewässer- und Feuchtflächen (1,9 %).

### Geologie
Lienz liegt an der Grenze der Zentralalpen zu den Südlichen Kalkalpen, die ungefähr von der Drau markiert wird. Im Bereich von Lienz stoßen drei Gebirgsgruppen der Zentralalpen, die Villgratner Berge, die Schobergruppe und die die Kreuzeckgruppe aufeinander. Die einzigen nennenswerten Erhebungen des Gemeindegebietes von Lienz befinden sich im Westen von Lienz im Bereich des Hochsteins (2057 m) und des Schlossberges (ca. 1015 m), beide Ausläufer der Villgratner Berge. Im Norden des Lienzer Talkessels liegt die Schobergruppe, östlich die Kreuzeckgruppe. Südöstlich der Drau erstrecken sich die Lienzer Dolomiten, die zu den Südlichen Kalkalpen gehören.
Das Lienzer Becken wurde während der Eiszeit durch die vordringenden Gletscher aus dem Iseltal, dem Drautal und den über den Iselsberg vorstoßenden Möllgletscher vertieft und zum größten Talbecken des Bundeslands Tirol ausgeweitet. Die Tallagen bestehen aus relativ jungem, teils grobem, teils feinem Schwemmmaterial, das von Drau und Isel angefrachtet wurde. Charakteristisch für das Lienzer Becken sind Schwemmkegel, die durch wiederkehrende Murausbrüche geschaffen wurden. Sie liegen insbesondere im Norden von Lienz, wobei der Schwemmfächer von Schleinitz- und Zauchenbach der mächtigste ist.

### Gewässer

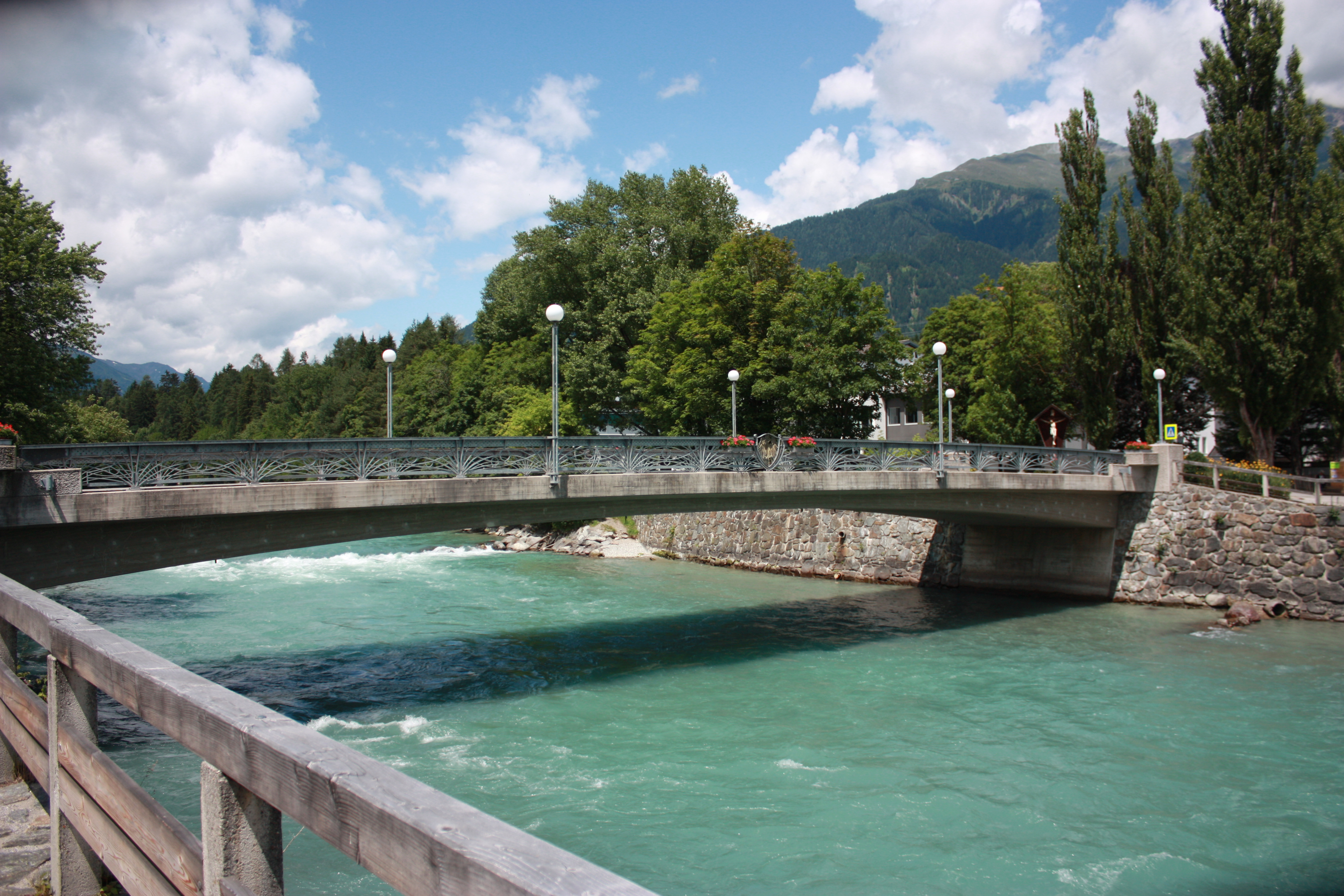
Die Pfarrbrücke über die Isel

Charakteristisch für die Lage von Lienz ist die Mündung der Isel in die Drau, wobei im Gemeindegebiet von Lienz fünf Brücken über die Isel und drei Brücken über die Drau bestehen. Obwohl die Isel bei Lienz wasserreicher als die Drau ist, behält der Draufluss, da er aus dem Haupttal kommt, seinen Namen bei. Größere Zuflüsse in die beiden Flüsse bestehen nur im Norden, wobei der durch Patriasdorf fließende Schleinitzbach in die Isel entwässert. Etwas weiter östlich liegt der Grafenbach, der knapp nach dem Zusammenfluss von Isel und Drau in die Drau mündet. Darüber hinaus bildet der Wartschenbach die Grenze zur Gemeinde Nußdorf-Debant. Im Bereich des Schlossberges am Hochstein mündet hingegen nur der vergleichsweise kurze Wolfesbach von Süden in die Isel.

### Klima
In Lienz sind verhältnismäßig warme und feuchte Sommer sowie kalte Winter vorherrschend, wobei Lienz großklimatisch zum inneralpinen Bereich mit Einflüssen des Mittelmeerklimas gehört. Zwischen 1971 und 2000 wurde für die Wetterstation Lienz eine durchschnittliche jährliche Niederschlagsmenge von 915 Millimetern berechnet, wobei die stärksten Niederschläge in den Sommermonaten Juni bis August mit den Spitzen im Juli fallen und die trockensten Monate des Jahres die Wintermonate Jänner und Februar sind.
Zwischen 1971 und 2000 wurde eine mittlere Jahrestemperatur von 7,0 °C ermittelt, wobei im Juli mit 17,9 °C die höchsten mittleren Temperaturen erreicht wurden. Die tiefsten mittleren Temperaturen werden hingegen mit −5,2 °C im Jänner erreicht. Im Bezirk Lienz nimmt das Lienzer Becken damit eine herausragende Stellung ein, da nur an diesem Ort die Kulturstufe bis zur Obergrenze des Weinbaus erreicht wird. So gedeihen verschiedene Obstsorten in sonnigen Lagen noch gut, und bis in das 16. Jahrhundert ist auch der Weinbau im Lienzer Becken nachgewiesen.
|                        | Jan  | Feb  | Mär  | Apr  | Mai  | Jun  | Jul   | Aug  | Sep  | Okt  | Nov  | Dez  |   |       |
| Mittl. Temperatur (°C) | −5,2 | −1,9 | 3,1  | 7,6  | 12,7 | 15,9 | 17,9  | 17,2 | 13,0 | 7,3  | 0,6  | −4,2 | ⌀ | 7     |
| Mittl. Tagesmax. (°C)  | 0,1  | 4,7  | 10,1 | 14,4 | 19,3 | 22,5 | 24,9  | 24,4 | 20,5 | 14,2 | 5,7  | 0,2  | ⌀ | 13,5  |
| Mittl. Tagesmin. (°C)  | −9,0 | −6,3 | −1,6 | 2,1  | 6,7  | 9,9  | 11,8  | 11,5 | 7,8  | 3,0  | −2,7 | −7,3 | ⌀ | 2,2   |
|                        |      |      |      |      |      |      |       |      |      |      |      |      |   |       |
| Niederschlag (mm)      | 42,4 | 35,0 | 58,6 | 65,6 | 85,4 | 97,8 | 119,0 | 99,9 | 88,5 | 96,3 | 76,5 | 50,1 | Σ | 915,1 |
|                        |      |      |      |      |      |      |       |      |      |      |      |      |   |       |
| Sonnenstunden (h/d)    | 2,6  | 5,0  | 5,8  | 5,9  | 6,7  | 6,9  | 7,9   | 7,6  | 6,5  | 5,5  | 3,2  | 1,5  | ⌀ | 5,4   |
|                        |      |      |      |      |      |      |       |      |      |      |      |      |   |       |
| Regentage (d)          | 5,4  | 4,2  | 5,7  | 7,4  | 10,6 | 11,8 | 11,2  | 11,2 | 7,9  | 7,3  | 6,4  | 5,9  | Σ | 95    |

| −9,0 |

| −6,3 |

| −1,6 |

| 2,1 |

| 6,7 |

| 9,9 |

| 11,8 |

| 11,5 |

| 7,8 |

| 3,0 |

| −2,7 |

| −7,3 |

| −9,0 |

| −6,3 |

| −1,6 |

| 2,1 |

| 6,7 |

| 9,9 |

| 11,8 |

| 11,5 |

| 7,8 |

| 3,0 |

| −2,7 |

| −7,3 |

## Geschichte

### Ur- und Frühgeschichte

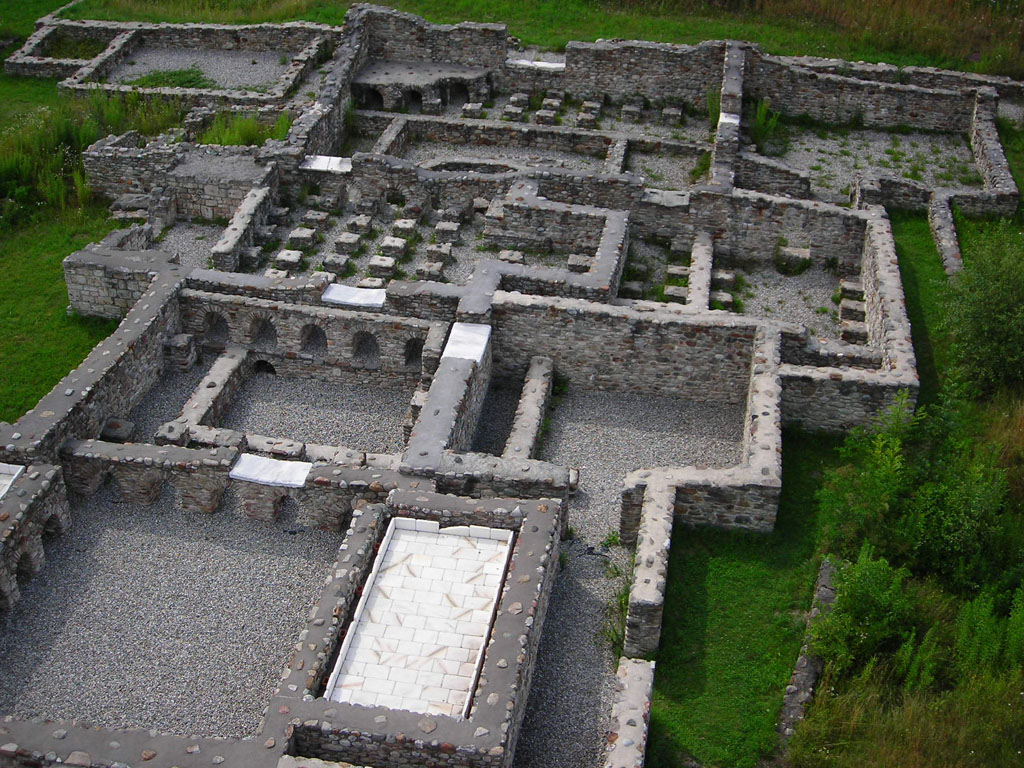
Ruine der Therme in Aguntum

Der bisher älteste Fund, der von menschlicher Besiedelung im Raum Lienz zeugt, ist ein Flachbeil aus Serpentin aus der Zeit um 2000 vor Christus, das am Schlossberg gefunden wurde. Die älteste entdeckte Siedlung im Raum Lienz befindet sich hingegen auf dem nahen Breitegg im Gemeindegebiet von Nußdorf-Debant. Ihre Existenz ist durch Bodenfunde zwischen dem Spätneolithikum und der frühen Eisenzeit belegt. Die hier siedelnde Bevölkerung gehörte der latènezeitlichen Fritzens-Sanzeno-Kultur an, bevor um 400 vor Christus die Kelten in das heutige Osttirol vordrangen und sich mit der vorhandenen Bevölkerung vermischten. Für den Lienzer Raum war dabei der keltische Stamm der Laianci maßgeblich. Am Ende des 2. Jahrhunderts vor Christus bildeten die benachbarten keltischen Stämme eine lockere Stammesunion, deren Zentrum auf dem Kärntner Magdalensberg lag. Bereits zu dieser Zeit pflegte das Römische Reich enge Kontakte zu den Kelten, um 50 nach Christus fiel die Region schließlich an die Römer. Die Römer gliederten den Osttiroler Raum schließlich in ihre Provinz Noricum ein.
Zum dominierenden Zentrum der Region stieg in der Folge die nur wenige Kilometer von Lienz entfernte Stadt Aguntum (heute Gemeindegebiet von Dölsach) auf, wobei Aguntum von Kaiser Claudius zum „Municipium Claudium Aguntum“ erhoben wurde. Nach einer Blütezeit im 1. und 2. Jahrhundert nach Christus verursachten durchziehende germanische Scharen im 3. Jahrhundert mehrfach Zerstörungen. Zwar erholte sich die Stadt wieder von den Verwüstungen, dennoch zog sich die Bevölkerung ab dieser Zeit langsam wieder in Höhensiedlungen zurück. Zu einem Siedlungszentrum stieg in der Folge das nahe Lavant auf, Aguntum selbst wurde 400/406 schwer beschädigt und schließlich 610 bei einer großen Schlacht zwischen den Baiern und den Slawen völlig zerstört.

### Lienz im Früh- und Hochmittelalter

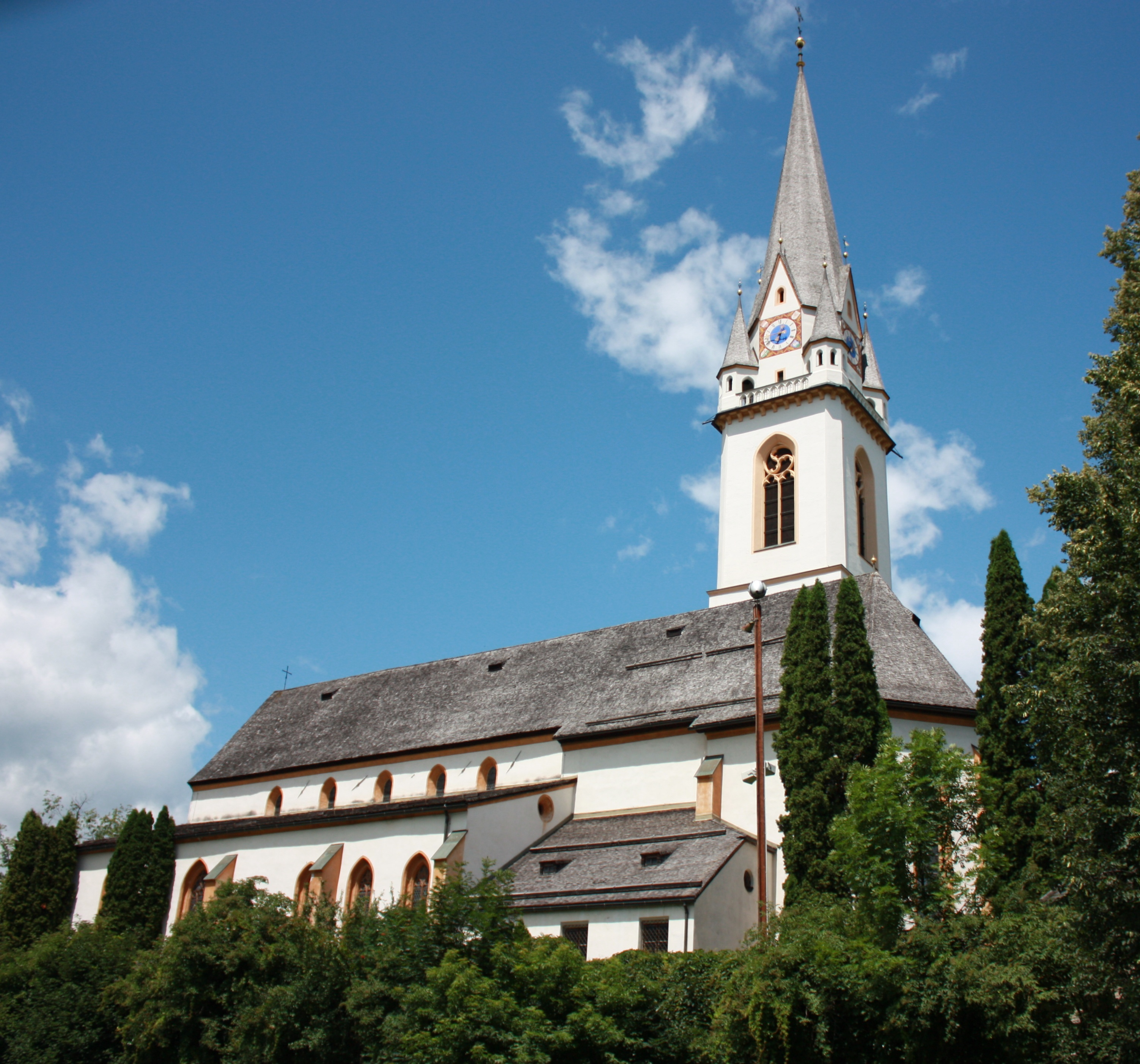
Stadtpfarrkirche St. Andrä

Die Nachfolgesiedlung für das zerstörte Aguntum wird im Bereich der Anhöhe um die heutige Stadtpfarrkirche St. Andrä vermutet, wo Ausgrabungen eine frühchristliche Kirche zu Tage förderten. Im östlichen Karantanien gelegen, war das Lienzer Becken unmittelbar von der 811 von Karl dem Großen verfügten Diözesanregelung betroffen, wonach die Drau die Bischofskirchen von Aquileia und Salzburg scheiden sollte. Das Gebiet um die Andreaskirche gehörte zum Besitz des Patriarchen von Aquileia, die Kirche wurde im Zuge der Slawenmissionierung erweitert. Aus dem Gut im Besitz von Aquileia dürfte Patriasdorf entstanden sein, die Vorläufersiedlung der späteren Stadt Lienz. Neben der Andreaskirche stand in Patriasdorf das Schloss Lienz (castrum Luenz), in dem der Gaugraf und später der Burggraf von Lienz, seinen Sitz hatte. In nächster Nähe befanden sich auch die Herrenhäuser der Grundbesitzer und der Versammlungsplatz für die Bevölkerung des Lienzer Gaues.
Lienz wurde erstmals im Zeitraum von 1022 bis 1039 als „locus Luenzina“ in einer Traditionsnotiz erwähnt, mit der Bischof Hartwig von Brixen dem Brixner Domkapitel dort 20 slawische Hufen schenkte, wobei der Ortsname zu dieser Zeit auch auf das weitläufige Gebiet des Schwemmfächers zwischen Thurn und Oberlienz angewendet wurde. Die Namensbedeutung wird vom keltischen Wort Lonkina für ‚bogenförmig gekrümmte Gegend‘ hergeleitet. Auch ein Zusammenhang mit den dort lebenden Kelten des Stammes der Laianci ist denkbar.
Im 11. Jahrhundert nennen die Traditionsbücher des Hochstifts Brixen im Lienzer Raum bereits mehr als 20 Grundherren, zu denen Kirchen, Grafen und Ministerialen gehörten. Diese trieben zu dieser Zeit die Rodung der Talniederung voran, wobei die Grafen des Lienzer Raumes, die Meinhardiner, zu den wichtigsten Kolonisatoren gehörten. Die Meinhardiner setzten neben eigenen Untertanen vermutlich auch angeworbene Siedler ein und ließen gegen Ende des 12. Jahrhunderts auch das burgum (Marktsiedlung) im Talboden anlegen, wo sie die alleinigen Grundbesitzer waren. Es wird vermutet, dass die Meinhardiner dabei einen Gegenpol zu Patriasdorf schufen, das vom Patriarchen von Aquileia kontrolliert wurde, wobei Größe und Lage des Burgum mit dem heutigen Hauptplatz gleichzusetzen sind. Beim Lienzer burgum handelte es sich um ein langgezogenes Dreieck, das von einer Mauer umgeben war, innerhalb der sich etwa 30 Holzhäuser aneinanderdrängten. Zudem beherbergte das burgum die gräfliche Burg und den Sitz des Burggrafen.

### Lienz im Spätmittelalter

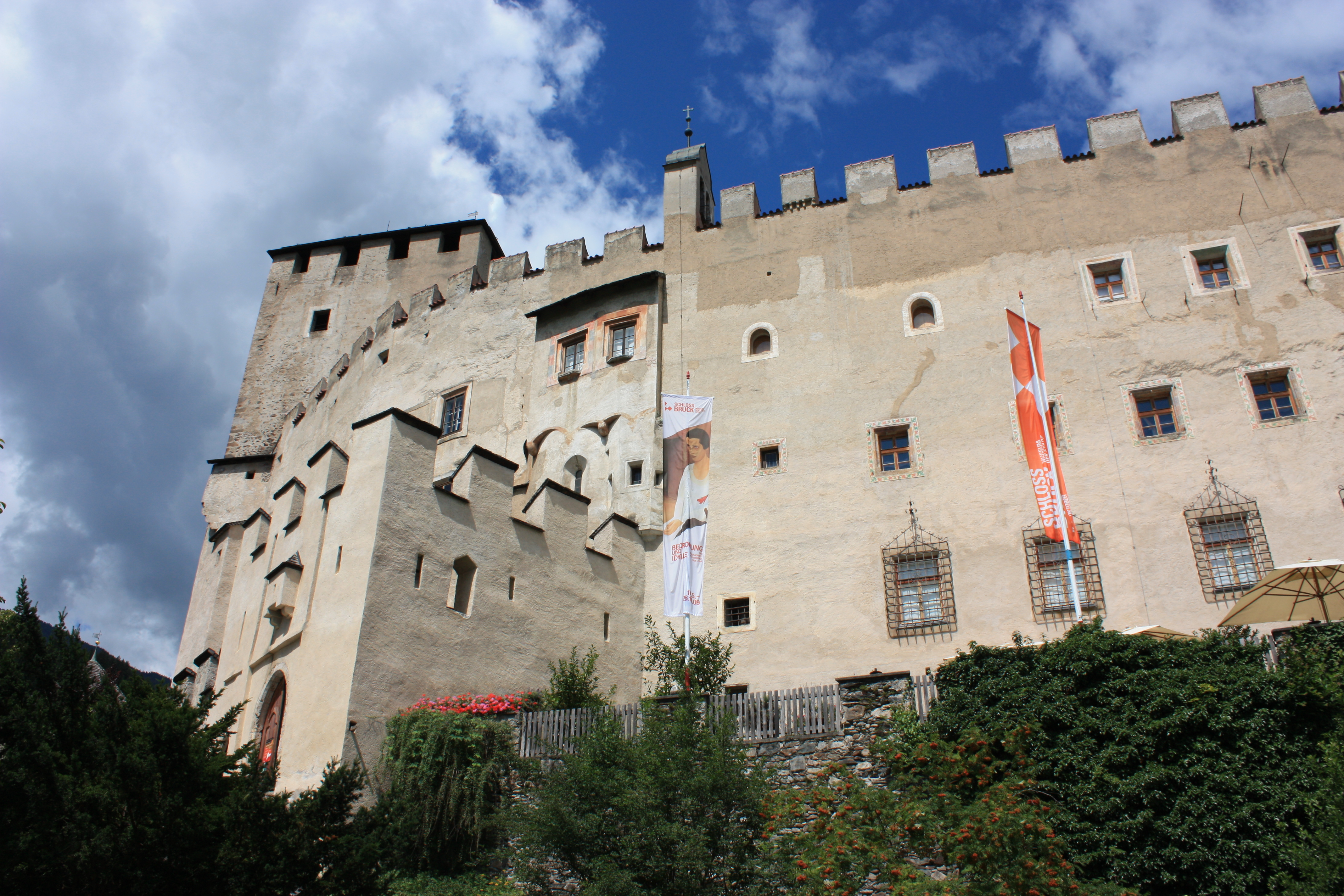
Schloss Bruck

War Lienz zunächst eine ritterständische Ansiedlung, in der vor allem ritterliche Dienstmannen (Ministerialen) lebten, so werden in einer Urkunde aus dem Jahr 1237 erstmals auch Lienzer Bürger („cives in Luonz“) erwähnt. Neben den Ministerialen gehörten zu den Bewohnern von Lienz nun auch Handelsleute und Handwerker, wobei die nun als Görzer Grafen auftretenden Meinhardiner diese Entwicklung förderten, da sie aus Handel und Handwerk beträchtliche Abgaben einheben konnten. In der Folge wuchs Lienz zu einer mittelalterlichen Stadt heran, wobei der Status als Stadt erstmals aus dem Jahr 1242 urkundlich als „in civitate Luancen“ belegt ist.
Zentrum des Wirtschaftslebens der Stadt Lienz waren die regelmäßigen Wochenmärkte und die sechsmal im Jahr abgehaltenen Jahresmärkte. Da der Verkauf von Waren außerhalb der Stadt verboten war, musste die umliegende Bevölkerung alle Waren in Lienz einkaufen. Neben dem Marktwesen profitierte Lienz auch vom Fernhandel, der von der Steiermark und Kärnten über Lienz nach Tirol und in die Schweiz führte. Um den Warenverkehr anzukurbeln, bauten die Görzer Grafen die Straße in das Pustertal aus und ließen große Lagerhäuser errichten. Gehandelt wurden in der Folge vor allem Erz, Häute und Loden aus Kärnten sowie Tuch, Garn, Wachs und Rosshaar aus dem Süden über das Pustertal. Eine weitere Handelsroute führte von Friaul über den Plöckenpass und den Gailbergsattel nach Lienz und weiter nach Salzburg und Süddeutschland. Der Viehhandel nach Oberitalien war ein weiterer wichtiger Handelszweig.
Neben dem Handel spielte auch das Geldwesen eine bedeutende Rolle. Seit 1200 gab es in Lienz eine Münzstätte, die über eine Zeitspanne von 300 Jahren den Lienzer Pfenning, Kreuzer, Gulden und andere Münzen prägte. Dem Fernhandel diente eine Wechsel- und Leihbank, die von Juden geführt wurde; Isak von Lienz war um 1300 der damals wichtigste Geldgeber des Ostalpenraums. Im dritten Viertel des 13. Jahrhunderts ließen die Görzer Grafen Schloss Bruck errichten, womit sie ihre Machtzentrale von Patriasdorf an den Schlossberg verlegten. Die florierende Wirtschaft machte bald eine Erweiterung der Stadt notwendig, wobei zwischen 1311 und etwa 1320 die Stadtmauer nach Westen an die heutige „Hans-von-Graben-Gasse“ verschoben wurde. Im Westen war die Stadtmauer durch den davor befindlichen Stadtgraben geschützt, weiter westlich gab es den äußeren Graben, der die Vorstädte schützte. Die Vorstädte befanden sich entlang der Schweizergasse und der Meraner Gasse (heute Messinggasse) und wurden auch als „äußere Stadt“ oder „oberer Markt“ bezeichnet. Sie stiegen rasch zum wirtschaftlichen Mittelpunkt von Lienz auf und enthielten zahlreiche Werkstätten, Herbergen und Verkaufsstätten. Neben den westlichen Vorstädten lag nördlich der Isel der Stadtteil Rindermarkt mit der Kirche St. Michael, die aus der zweiten Hälfte des 13. Jahrhunderts stammt.
Der Aufstieg des Bürgertums, das als Zeichen seines Wohlstandes beispielsweise die heute nicht mehr vorhandene Johanneskirche finanzierte, führte zu einem zunehmenden Bevölkerungswachstum, das erst 1348 durch den Ausbruch der Pest unterbrochen wurde. Während für diese Zeit Angaben zur Größe der Bevölkerung fehlen, schätzen Historiker die Einwohnerzahl im 15. Jahrhundert auf Grund der Quellen auf rund 1500. Neben den zahlreichen Gewerbetreibenden lebten in Lienz auch Händler und Beamte. Hinzu kamen Tagelöhner, Knappen und Bauern. Auch der Klerus stellte einen wesentlichen Bevölkerungsanteil in Lienz, das Kloster der Dominikanerinnen wurde im Jahr 1218 gegründet, die Görzer stifteten 1348 ein Karmelitenkloster. Bis Juli 1392 stand Lienz jahrelang unter Kontrolle von Herzog Johann von Bayern, der hier das Erbteil seiner Gemahlin Katharina von Görz verwalten ließ.

### Frühe Neuzeit

#### Wirken der Herren von Graben
Zur Mitte des 15. Jahrhunderts wurden die Herren von Graben in Lienz ansässig, die zur Zeit der letzten Grafen von Görz wichtige Ämter innehatten, und durch deren Wirken auch die Renaissancekultur in Osttirol Einzug hielt. Die Familie galt im 15. und beginnenden 16. Jahrhundert als die wichtigste Sippe in Lienz und am dortigen Grafenhof der Görzer. Trotz ihrer Zugehörigkeit zum Ritterstand umgab sie durch das Naheverhältnis zu Graf Leonhard und ihrem gehobenen Lebensstil ein „feudales Fluidum“. Nach dem Aussterben der Grafen von Görz im Jahre 1500 verwaltete der görzische Reichsverweser Virgil von Graben als deren Nachfolger Lienz als Statthalter für die Habsburger. In Lienz erbauten die Graben die Sankt Michaelskirche, die ihnen als Grabstätte diente, und wo noch heute zu Ehren der Herren von Graben Gedächtnismessen gelesen werden. In und um die Stadt herum finden sich die Wappen der Graben wieder. In der Schweizergasse befindet sich deren Wappen mit einer ehernen Schlange was als Hochgerichtszeichen galt. Die Familie wirkte bis zum beginnenden 17. Jahrhundert als Stadtrichter, Bergrichter und Landrichter in und um Lienz. Rudolf Granichstaedten-Czerva schrieb über sie:

„Die Herren von Graben, welche in den Lienzer Bergen nach Gold schürften, haben sich unter allen Lienzer Adelsgeschlechtern am besten im Gedächtnis der Lienzer erhalten. Auf Schritt und Tritt begegnet man ihrem Familienwappen, das an vielen Häusern, an zwei Kirchen, auf zahlreichen Grabsteinen sowie in den Wäldern, Almen und auf Grenzsteinen rund um Lienz prangt (Anm.: Die Wappensteine des Andreas II. von Graben finden sich noch heutzutage in der waldreichen Umgebung von Lienz wieder)“

#### Besitzwechsel und Stadtbrände
Nach dem großen Stadtbrand im Jahr 1444 war Lienz Ende des 15. Jahrhunderts erneut von Zerstörungen, diesmal durch das nahe osmanische Heer bedroht. Die Görzer Grafen initiierten daher den Bau einer neuen Stadtmauer, die nun auch die Vorstädte mit der Schweizergasse und Meraner Gasse umfasste und im Norden bis knapp an die Isel reichte. Die Görzer Grafen erlebten die Fertigstellung dieses Vorhabens jedoch nicht mehr. Mit dem Tod von Graf Leonhard am 12. April 1500 erlosch die Linie des Gesamtgeschlechtes, woraufhin der Besitz der Görzer durch einen von Leonhards Verweser und Hauptmann Virgil von Graben geschaffenen Erbvertrag an Maximilian I. fiel, der seit 1490 auch Landesfürst von Tirol gewesen war. Maximilian I. verfügte 1501 schließlich den Anschluss der Herrschaft Lienz mit dem Pustertal an Tirol. Aus Geldmangel verkaufte er jedoch bereits im August 1501 die Herrschaft Lienz an seinen Rat und Landhofmeister Michael von Wolkenstein-Rodenegg. Dieser kam so in den Besitz der umliegenden Landgerichte sowie der Stadt Lienz und Schloss Bruck selbst.
Da das Leben in Schloss Bruck den Bedürfnissen der Wolkensteiner auf die Dauer nicht genügte, ließen sie etwa zwischen 1605 und 1608 den Ansitz Liebburg am unteren Platz errichten. Bereits 1609 kam es jedoch zu einem großen Stadtbrand, dem 114 Wohnhäuser, 70 Futterhäuser, die Liebburg, das Karmeliterkloster, das Bürgerspital, die Johanneskirche sowie mehrere Wirtschaftsgebäude zum Opfer fielen. Auch 13 Menschen erlitten den Tod. Für die Wolkensteiner bedeutete der Stadtbrand den finanziellen Niedergang. 1642 musste Johann von Wolkensteiner-Rodenegg Schloss Bruck mit der Herrschaft Lienz wieder dem Landesfürsten überlassen. Daraufhin wurde die Herrschaft 1653 an das Haller Damenstift verpfändet.

#### Sozial- und Wirtschaftsstruktur nach 1500

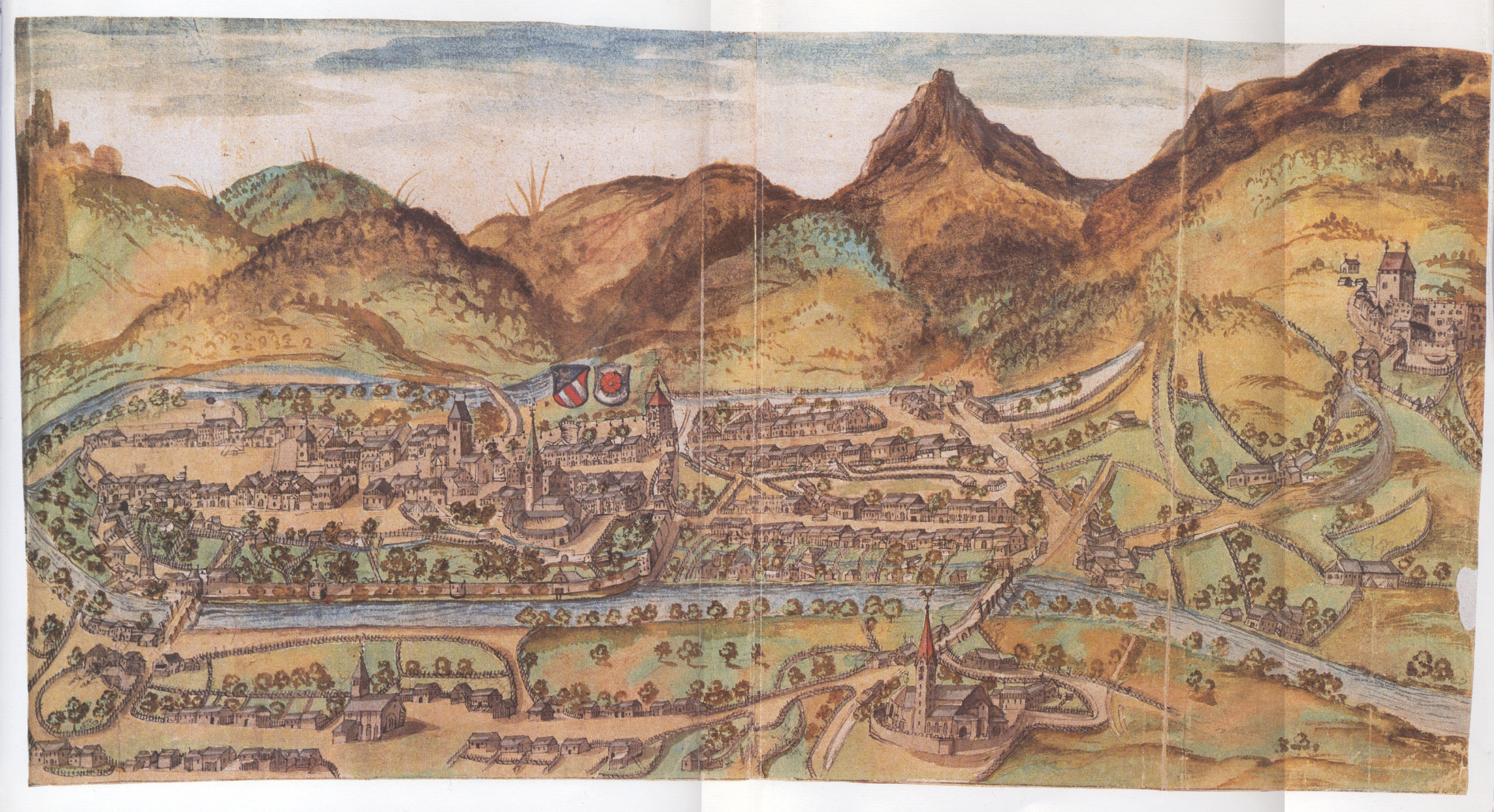
Lienz auf einem Aquarell aus dem Tiroler Adler von Matthias Burglechner, 1608

Für die Bevölkerung von Lienz bedeutete das Aussterben der Görzer Grafen einen sozialen und wirtschaftlichen Wandel. Lienz verlor damit seine Rolle als Zentrum der Görzer Grafschaft und rückte an den Rand des Landes Tirol. Dadurch erfuhr der Handel starke Einbußen und der Markt für Luxuswaren verlor durch das Fehlen der Görzer Grafen und die Abwanderung des Ministerialadels wie der Herren von Graben – die sich im Laufe des 16. Jahrhunderts gänzlich aus der Verwaltung der Herrschaft Lienz zurückzogen – an Bedeutung. Im Gegenzug siedelten sich verstärkt Mitglieder des niederen Adels in Lienz an, vor allem geadelte bürgerliche Familien. Während der Adel mit dem Klerus und den höchsten Beamten zur Oberschicht zählte, bildeten die Handelstreibenden und Handwerker die Mittelschicht. Danach folgten die niederen Beamten und Bedienstete, gefolgt von Lohnarbeitern und Tagelöhnern. Die Unterscheidung der Bevölkerung erfolgte zudem in „Bürger“ und „Inwohner“. Zu den Voraussetzungen des Bürgerrechts zählten eine gediegene Berufsausbildung, die Bezahlung einer hohen Geldsumme an die Stadt und der Besitz eines Burglehen, wobei das Bürgerrecht erblich war. Auch die Inwohner genossen den Schutz des Lienzer Gemeinwesen und hatten dieselben Pflichten wie die Bürger, jedoch waren sie vom aktiven und passiven Wahlrecht der Stadt ausgeschlossen. Dafür war das Inwohnerrecht weniger kostspielig zu erlangen.
Während sich die Bürgerhäuser innerhalb der Stadtmauer und in den Vorstädten konzentrierten, lagen die sogenannten „Sollhäuser“ der unteren Schichten vor allem in der Rotte Kalkgrube/Forchach und am Rindermarkt. Das Handwerkerviertel der Stadt befand sich wiederum in der Schweizergasse, während die Messingasse mit dem um 1564 gegründeten Messingwerk einen industriellen Charakter aufwies. Das Messingwerk bot in ihrer Blütezeit bis zu 100 Personen Arbeit. Dennoch blieb auch nach dem Aussterben der Görzer Grafen das Gewerbe die wirtschaftliche Grundlage der Lienzer Bevölkerung. Nebenberuflich betrieben Bürger, Inwohner und Sollhäuser zumeist auch eine Landwirtschaft zur Eigenversorgung. Die Zahl der Häuser stieg im 16. und 17. Jahrhundert insgesamt stark an, wobei die Pustertaler Beschreibung 1545 136 Hausstände zählte, während die Stadt 1609, ohne den Rindermarkt, bereits 184 Wohngebäude beherbergte.

### Josephinismus und Franzosenkriege

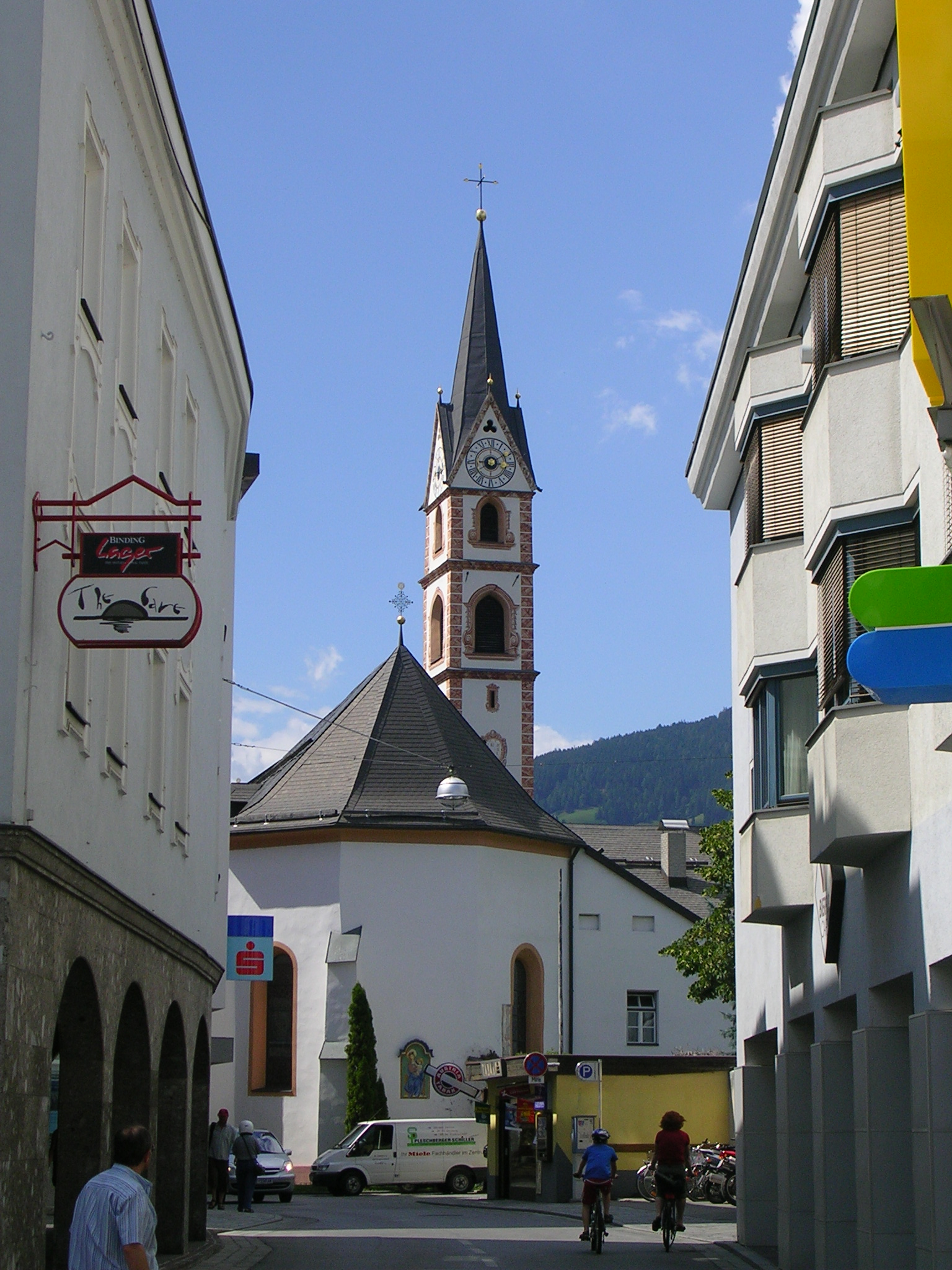
Die 1785 den Franziskanern übergebene Karmelitenkirche

Im Zuge der Josephinischen Reformen erfolgte am 12. Juni 1783 die Aufhebung des Haller Damenstiftes. Die Herrschaft Lienz ging dadurch in die staatliche Verwaltung über und Lienz wurde kaiserlich-königliche Stadt. Zahlreiche Liegenschaften wurden in der Folge versteigert, Schloss Bruck und die Liebburg bleiben jedoch in zunächst in staatlichem Besitz und wurden für militärische Zwecke sowie als Spital genutzt. 1785 erfolgte die Aufhebung des Karmelitenklosters, das noch im selben Jahr von Franziskanern aus Innsbruck übernommen wurde. Die Franziskaner führten neben der Seelsorge auch die Schule der Karmeliter weiter. Per Dekret erfolgte 1788 auch die Sperre der Kirche St. Michael, des Antoniuskirchleins und der Liebburgkapelle, die als überflüssig erachtet wurden. Nach dem Tod von Joseph II. im Februar 1790 erreichte die Stadtverwaltung jedoch noch im selben Jahr die Wiedereröffnung der Michaelskirche durch Kaiser Leopold II. Auch das Antoniuskirchlein konnte 1794 wieder geöffnet werden.
Während Napoleon Bonapartes Italienfeldzug stießen französische Truppen im April 1797 von Kärnten aus bis nach Lienz vor. Noch am selben Tag wurden die Truppen vom Tiroler Landsturm vertrieben. Wenige Tage später erfolgte ein weiterer Vorstoß der französischen Armee durch das Pustertal nach Lienz, wobei die Truppen beim Eintreffen in Lienz 100.000 Gulden als Kontribution für die zuvor erfolgte Vertreibung der Franzosen forderten. Da die Lienzer nur 24.000 Gulden aufbringen konnten, nahmen die Franzosen bei ihrem Abzug Geiseln nach Kärnten mit und begingen Plünderungen. Nachdem die Anwesenheit der Franzosen bereits einen hohen wirtschaftlichen Schaden verursacht hatte, brach noch im selben Jahr eine schwere Viehseuche aus. Ein Großbrand vernichtete 1798 151 Häuser, drei Kirchen und die beiden Klöster. Des Weiteren litten die Lienzer unter den Einquartierungen der kaiserlichen Armee. Die Niederlagen Österreichs gegen Napoleon in den Koalitionskriegen führten 1805 schließlich zur Abtretung Tirols an das Königreich Bayern. Die bayrische Verwaltung vereinigte in der Folge das Lienzer Stadtgericht mit dem Landgericht, schloss das Gymnasium und ließ ein Bürgermilitär aufstellen. Im fünften Koalitionskrieg im April 1809 wurde Lienz durch die österreichischen Truppen befreit, der bayrische Gegenangriff konnte in der Folge vom Tiroler Landsturm unter Andreas Hofer zurückgeschlagen werden. Im August gelang dem französischen General Jean-Baptiste Dominique Rusca jedoch über das Drautal die erneute Besetzung von Lienz. Als Vergeltung für Widerstände ließ Rusca die umliegenden Dörfer in Brand stecken, Lienz blieb hingegen verschont. Nach der endgültigen Besetzung Osttirols durch französische Truppen im Dezember 1809 wurde Lienz mit dem übrigen Osttirol in die Provinz Oberkärnten der Illyrischen Provinzen eingegliedert und war Zentrum des Kantons Lienz. Bereits 1813 endete die Fremdherrschaft, als unter Kaiser Franz I. die Verwaltungsgliederung der Illyrischen Provinzen wieder aufgehoben und das Gebiet um Lienz erneut in das Land Tirol eingegliedert wurde.

### Vormärz und wirtschaftlicher Wandel
1813 bedeute die Stilllegung des Messingwerkes einen großen wirtschaftlichen Rückschlag. Zudem verlagerte sich die Handelsroute von Triest nach Deutschland und führte nicht mehr über Lienz. Angeregt durch den Freiheitskampf kamen dafür erste Ausländer, insbesondere Engländer, nach Tirol. Als bescheidene Fremdenverkehrseinrichtungen dienten zunächst die Bäder im Lienzer Raum, wie sie beispielsweise in Tristach und Patriasdorf bestanden. Hinzu kam Mitte des 19. Jahrhunderts der aufkeimende Alpinismus, wobei Lienz anfangs vor allem als Durchgangsstation für Touren zum Großglockner oder Großvenediger diente. Die Erschließung der Lienzer Dolomiten erfolgte erst in der zweiten Hälfte des 19. Jahrhunderts, wobei insbesondere in den 1880er Jahren zahlreiche Erstbesteigungen gelangen. Für einen besonderen wirtschaftlichen Schub sorgte die Errichtung der Drautalbahn zwischen Villach und Lienz durch die Südbahn-Gesellschaft. Die Strecke durch das Drautal bis Lienz wurde 1871 eröffnet, wobei die Bahnstrecke in der Folge durch das Pustertal nach Franzensfeste weitergeführt wurde. Für Lienz entstand durch die Bahn nicht nur eine Reihe von Arbeitsplätzen, sondern auch ein besserer Zugang für Touristen.
Das Stadtbild von Lienz hatte sich schon zuvor verändert. So wurde die Brandruine der 1798 abgebrannten Johanneskirche 1815 endgültig abgerissen. Auch große Teile der Stadtmauer, insbesondere die Stadttore, wurden der Reihe nach abgebrochen. Ein Großbrand vernichtete 1825 den Großteil der Schweizergasse, darunter 39 Wohnhäuser. Auch das Drauhochwasser sorgte 1827 für Schäden im Südosten der Stadt. In der Folge beschloss das Kreisamt die Regulierung der Drau zwischen Leisach und Lienz.

### Bevölkerungs- und Stadtwachstum um 1900

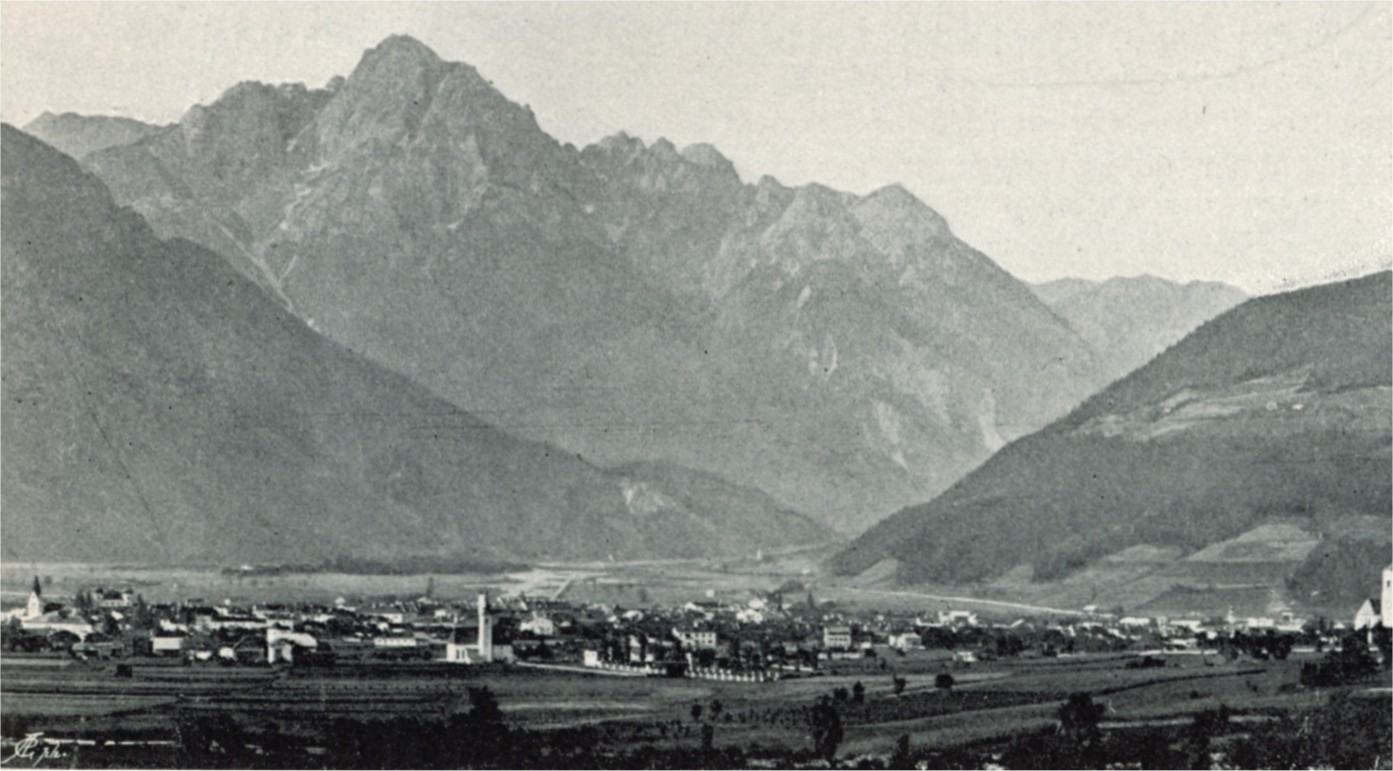
Lienz um 1898

Mit dem Bau der Drautalbahn begann in Lienz ein starkes Bevölkerungswachstum, wobei auch die Stationierung von Bahnpersonal und Militär eine Rolle spielte. Die massive Bevölkerungszunahme führte in der Folge zu Wohnungsnot und dem Anstieg der Wohnungspreise. Eine erste Linderung brachte die Errichtung der vier Südbahn-Häuser im Ortsteil Rindermarkt. Die im Volksmund als „Kasernen“ bezeichneten Häuser boten ab 1886 rund 200 Menschen Platz. Zudem wurden im Bereich der heutigen Franz-von-Deferegger-Straße, der Adolf-Purtscher-Straße, der Alleestraße sowie in der Albin-Egger-Straße und der Schloßgasse zahlreiche historisierende Villen errichtet. Auch andere Stadtteile wurden um die Jahrhundertwende verbaut oder erfuhren durch Um- und Neubauten einen Wandel. Zu den wichtigsten Großvorhaben zählten zwischen 1900 und 1910 die Errichtung der Knabenschule, des feudalen Hotels Lienzerhof und der Kaiser-Franz-Joseph-Kaserne.
Obwohl der Tourismus Ende des 19. Jahrhunderts einen Aufschwung erlebt hatte, bildete das Kleingewerbe nach wie vor das Rückgrat der Lienzer Wirtschaft. Um die Jahrhundertwende etablierten sich jedoch auch größere Betriebe wie die 1879 eröffnete „Geist-, Rum-, Liquer-, Rosoglio- und Branntwein-Fabrik“ die 1908 zum k.u.k. Hoflieferanten aufstieg. Im Jahre 1902 wurde mit der Brauerei Falkenstein auch die erste große Brauerei im Raum Lienz gegründet.
Mit dem Wachstum der Stadt erfolgten massive Investitionen in die städtische Infrastruktur. So wurde die Wasserversorgung erweitert, Gehsteige errichtet und die Straßen reguliert. Auch das Ritschensystem, Vorläufer der modernen Kanalisation, wurde verbessert. Im Jahre 1891 erhielt Lienz ein öffentliches Schwimmbad, 1901 einen neuen Friedhof und 1909 einen modernen Schlachthof. Auch das Lienzer Krankenhaus wurde um die Jahrhundertwende stark erweitert. Durch die Errichtung eines Kraftwerks am Debantbach war Lienz ab 1909 zudem erstmals mit Elektrizität versorgt.

### Lienz vom Beginn des Ersten bis zum Ende des Zweiten Weltkriegs
Nach dem Ausbruch des Ersten Weltkriegs wurden die Soldaten der Lienzer Kaserne rasch an die Front verlegt. Nach dem Kriegseintritt Italiens an der Seite der Alliierten kämpften Soldaten aus Lienz aber auch an der Dolomitenfront, wobei in Lienz zunächst auch mit einem italienischen Vorstoß in die Stadt gerechnet wurde. Während der Vorstoß der italienischen Armee ausblieb, erfolgte kurz vor Ende des Krieges ein Bombenangriff italienischer Flieger auf den Lienzer Bahnhof. Insgesamt fielen dem Ersten Weltkrieg 127 Lienzer und 21 Personen aus Patriasdorf zum Opfer.
In der Zwischenkriegszeit stagnierte das Bevölkerungswachstum und auch die wirtschaftliche Entwicklung stockte. Durch den Wegfall des Südtiroler Absatzgebietes und durch die Auswirkungen der Wirtschaftskrise stiegen auch in Lienz die Arbeitslosenzahlen massiv an. Erst ab 1937 konnte eine Verbesserung bei den Beschäftigungszahlen festgestellt werden. Bescheidene Zuwächse im Tourismus wurden durch die Verhängung der Tausend-Mark-Sperre gebremst, größere Investitionen in den Tourismus blieben in Lienz in der Folge aus. Mit der Eröffnung des Neubaus des Bezirkskrankenhauses konnte im Jahr 1931 jedoch ein wichtiges Infrastrukturprojekt realisiert werden. Zudem wurde 1936 die Lienzer Garnison aufgestockt und in den 1920er Jahren mit der Verwirklichung einer modernen Ortskanalisation begonnen. Von den Februarkämpfen im Zuge des Österreichischen Bürgerkriegs 1934 blieb Lienz verschont, jedoch wurde die Lienzer Garnison bei der Niederschlagung der Kämpfe im benachbarten Kärnten eingesetzt. Dahingegen gelang es der NSDAP ab den 1930er Jahren auch in Osttirol Fuß zu fassen, wenn auch nur in bescheidenem Umfang. Im Jahre 1933 waren immerhin 150 Lienzer Mitglied der NSDAP.
Nach dem „Anschluss Österreichs“ an das Deutsche Reich erfolgte in Lienz und Patriasdorf die Gleichschaltung sowie Einbindung der Bevölkerung in die nationalsozialistischen Organisationen. Die vier gläubigen Juden wurden noch 1938 aus Lienz vertrieben, weiters lebten in Lienz nach der rassistischen Klassifizierung der Nationalsozialisten zwei Familien mit „Voll- oder Halbjuden“. Zwei unter ihnen sollen mehrere Wochen in ein Arbeitslager nach Dachau deportiert worden sein, doch diese Familien überlebten die nationalsozialistische Verfolgung. Die nach 1938 einsetzende Verfolgung der politischen Gegnerschaft kostete mindestens zwölf Lienzern das Leben. Sie starben in Konzentrationslagern oder wurden hingerichtet.

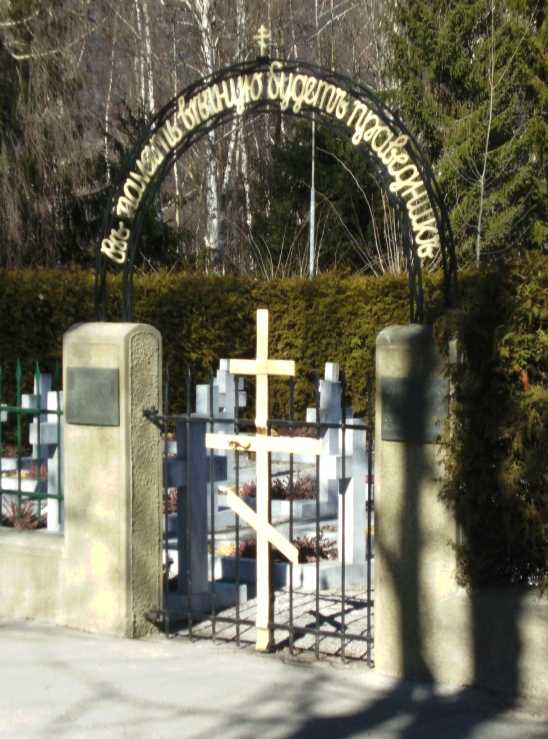
Eingang zum Kosakenfriedhof in der Peggetz

Verwaltungstechnisch erfolgte im Oktober 1938 die Angliederung Osttirols an den Gau Kärnten, per 1. April 1939 folgten zahlreiche Gemeindezusammenlegungen, in deren Folge auch Patriasdorf mit 700 Einwohnern mit Lienz vereinigt wurde. Zudem zogen mehrere hundert Südtiroler in Lienz ein, die sich im Zuge der „Option“ für eine Umsiedlung in das Deutsche Reich entschieden hatten. Für die Neuankömmlinge wurde eine Südtiroler-Siedlung in „stilvoller Anpassung an den Landschaftscharakter unserer Heimat“ errichtet.
Gegen Kriegsende kam es zu mehreren Bombenangriffen auf Lienz, wobei der erste Angriff am 13. Juni 1944 den Stadtteil Peggetz traf. In der Folge wurde die Bevölkerung mehrfach durch kleinere und größere Bombenangriffe zermürbt, die schwersten erfolgten am 5. Februar und 26. April 1945. Insgesamt wurden rund 1000 Bomben auf Lienz abgeworfen, wobei 13 Personen getötet wurden und 19 Gebäude, darunter der Bahnhof, völlig zerstört wurden. 30 Gebäude wurden zudem schwer, zwölf mittel und 41 leicht beschädigt. Insgesamt verloren durch den Krieg rund 360 Lienzer ihr Leben.
Eine weitere Tragödie ereignete sich nach Kriegsende. Kosakenverbände, die an der Seite des Deutschen Reichs gekämpft hatten, retteten sich bei Kriegsende zunächst vor den sowjetischen Truppen auf britisch kontrolliertes Gebiet. Die Kosaken wurden jedoch noch im Juni 1945 von der britischen Armee an sowjetische Einheiten ausgeliefert, wobei alleine in Lienz bei der „Tragödie an der Drau“ hunderte Kosaken, vielfach durch Selbstmord, zu Tode kamen.

### Lienz ab 1945
Während auf politischer Ebene die am 19. Oktober 1947 erfolgte Wiedervereinigung von Osttirol mit Nordtirol für Schlagzeilen sorgte, genossen auf lokaler Ebene die Verbesserung der Versorgungslage und der Wiederaufbau der zerstörten Gebäude oberste Priorität. Dabei setzten sich jene Stimmen durch, die für einen möglichst originalgetreuen Wiederaufbau beispielsweise des Hauptplatzes eintraten. Neben der Wiederherstellung der Wohngebäude erfolgte 1950 auch der Neubau des völlig zerstörten Bahnhofs. Hinzu kamen 1950 der Bau eines Bürohauses für die TIWAG und zwischen 1951 und 1952 die Errichtung des Landesamtsgebäudes. Zudem wurden zwischen 1949 und 1953 drei Brücken in Stahlbeton erneuert. Die drückende Wohnungsnot führte 1950 zum Bau der Pfarrsiedlung, 1951 wurde die Brennerle-Siedlung eröffnet. Auch mehrere Kirchen wurden in Stand gesetzt oder neu gebaut. Durch die Umwandlung der „Oberschule für Jungen“ in ein Staatsgymnasium erhielt Lienz nach rund 130 Jahren wieder ein Gymnasium.
Auch in der Folgezeit blieb der Wohnbau ein zentrales Thema der Stadtregierung. So erfuhr Lienz bis 1960 die stärkste Bauphase in ihrer Geschichte, wobei beispielsweise die Verbauung der Andreas-Hofer-Straße und der Haspingerstraße erfolgte. Im Jahr 1955 erfolgte auch der Spatenstich zur Errichtung der Friedenssiedlung. Zudem erfolgte der Neubau mehrere Schulgebäude und öffentlicher Bauwerke. Betriebe wurde insbesondere in der Peggetz angesiedelt, während der Bau der Gondelbahn auf das Zettersfeld für Impulse im Tourismus sorgte.
Ab 1962 prägte Bürgermeister Hubert Huber (ÖVP) die Politik der Stadtgemeinde. Unter seiner Ägide dehnte sich das Stadtgebiet nur mehr langsam aus, für den Wohnbau wurde nun vor allem die Verdichtung der bestehenden Bebauung forciert. Als neue Siedlungen entstanden die Moarfeldsiedlung im Gebiet von Patriasdorf und die Wohnbauten auf dem Terlagofeld (Schloßgasse). Des Weiteren erfolgten während seiner Amtszeit, die bis 1994 reichte, die Erschließung der Schigebiete Zettersfeld und Hochstein, zahlreiche Investitionen in die Infrastruktur (Kanalbau, Errichtung der Kläranlage, Aufbau der öffentlichen Müllabfuhr und der Wasserversorgung) und der Ausbau der Bildungseinrichtungen sowie des Bezirkskrankenhauses. Des Weiteren gelang unter Huber die Errichtung Dolomitenstadion, des Dolomitenbades und der Ankauf des Tristacher Sees. Zu seiner Nachfolgerin wurde 1994 Helga Machne (ÖVP) gewählt, die in der Folge beispielsweise auf die Verkehrsberuhigung innerhalb der Stadt und den Ausbau des Kulturlebens setzte. 2004 übernahm Johannes Hibler das Amt des Bürgermeisters, in dessen Amtszeit unter anderem die Diskussion um den Bau eines Einkaufszentrums und einer Umfahrung von Lienz fiel. Nach seiner Wiederwahl im Jahr 2010, die der Verfassungsgerichtshof Ende 2010 auf Grund fehlerhafter Wahlkartenausgaben für nichtig erklärt hatte, wurde er in der wiederholten Bürgermeister-Stichwahl am 6. Februar 2011 abgewählt und daraufhin von seiner Konkurrentin Elisabeth Blanik (SPÖ) abgelöst, die seither das Amt innehat.

## Bevölkerung

### Bevölkerungsstruktur
2011 lebten in Lienz 11.966 Menschen. Laut der Volkszählung 2001 waren 95,5 % der Bevölkerung österreichische Staatsbürger (Tirol: 90,6 %), bis zum Jahresanfang 2009 sank der Wert auf 94,0 %. Von den 718 Menschen mit ausländischer Staatsbürgerschaft stammten 39 % aus dem ehemaligen Jugoslawien (ohne Slowenien) und 37 % aus den Ländern der EU vor der Osterweiterung. Bei der Volkszählung 2001 gaben 95,2 % Deutsch als Umgangssprache an. Daneben waren vor allem Kroatisch (1,4 %) und Serbisch (0,5 %) von Bedeutung.
Wie im gesamten Bezirksgebiet ist die römisch-katholische Religion auch in Lienz dominierend. Da Lienz im Gegensatz zu den übrigen Gemeinden aber über einen höheren Ausländeranteil verfügt und zudem die einzige evangelische Pfarrgemeinde Osttirols beherbergt, liegt der Anteil der Menschen mit römisch-katholischem Glaubensbekenntnis deutlich unter den übrigen Gemeinden des Bezirks. 2001 bekannten sich zur römisch-katholischen Kirche 88,0 % der Einwohner (Tirol: 83,4 %), 2,5 % waren evangelisch, 0,9 % islamischen Glaubens und 0,8 % orthodox. 3,3 % der Bevölkerung hatten kein religiöses Bekenntnis.
Der Altersdurchschnitt der Gemeindebevölkerung lag 2001 über dem Landesdurchschnitt. 16 % der Einwohner von Lienz waren jünger als 15 Jahre (Tirol: 18,4 %), 61,2 % zwischen 15 und 59 Jahre alt (Tirol: 63,0 %). Der Anteil der Einwohner über 59 Jahren lag bei 22,8 % (Tirol: 18,6 %). Bis zum Jahresbeginn 2009 stieg der Altersdurchschnitt der Bevölkerung von Lienz an. Während der Anteil der unter 15-Jährigen auf 13,4 % sank und die Bevölkerung im Alter zwischen 15 und 59 Jahren leicht auf 66,5 % stieg, fiel der Anteil der Einwohner über 59 Jahren auf 20,2 %. Nach dem Familienstand waren 2001 46,3 % der Einwohner von Lienz ledig, 39,5 % verheiratet, 8,0 % verwitwet und 3,6 % geschieden.

### Bevölkerungsentwicklung
Die Bevölkerung von Lienz ist seit der Mitte des 19. Jahrhunderts fast durchgehend angestiegen, wobei Lienz das stärkste Wachstum in der zweiten Hälfte des 19. Jahrhunderts und in der ersten Hälfte des 20. Jahrhunderts verzeichnete. So lebten 1869 in Lienz 2484 Menschen, 1900 hatte sich die Zahl der Einwohner bereits um 80 % auf 4549 Personen erhöht. Das starke Bevölkerungswachstum war dabei anfangs vor allem auf den Bahnbau und das in der Folge angesiedelte Bahnpersonal zurückzuführen, Ende des 19. Jahrhunderts kam zudem der Status von Lienz als Garnisonsstadt hinzu. Auch nach 1900 stiegen die Einwohnerzahlen von Lienz stark an. So erhöhte sich die Bevölkerungszahl zwischen 1900 und 1910 um 70 % auf 6532. In der Folge stagnierte die Bevölkerungsentwicklung nahezu, erst in den 1930er Jahren kam es wieder zu einem starken Bevölkerungswachstum. Mitverantwortlich hierfür waren hunderte Südtiroler, die während der Zeit der Nationalsozialisten nach Lienz umgesiedelt wurden. 1951 hatte Lienz bereits eine Bevölkerung von 10.096 Personen, danach stieg die Einwohnerzahl bis 1971 langsam auf 11.741 Personen. Nachdem der Einwohnerstand in den 1970er Jahren leicht gesunken war, stieg die Bevölkerungszahl bis 2001 wieder leicht an. Mit 12.095 Einwohnern erreichte Lienz 2001 einen Spitzenwert, seitdem veränderte sich die Einwohnerzahl hingegen kaum und schwankte immer knapp unter dem Wert von 2001, wobei die Stadt seit 2001 durchgehend eine negative Geburtenbilanz und nur zeitweise eine positive Wanderungsbilanz aufwies.
EinwohnerJahr200040006000800010.00012.00014.0001860189019201950198020102040EinwohnerEinwohnerentwicklung von Lienz

## Politik und Verwaltung

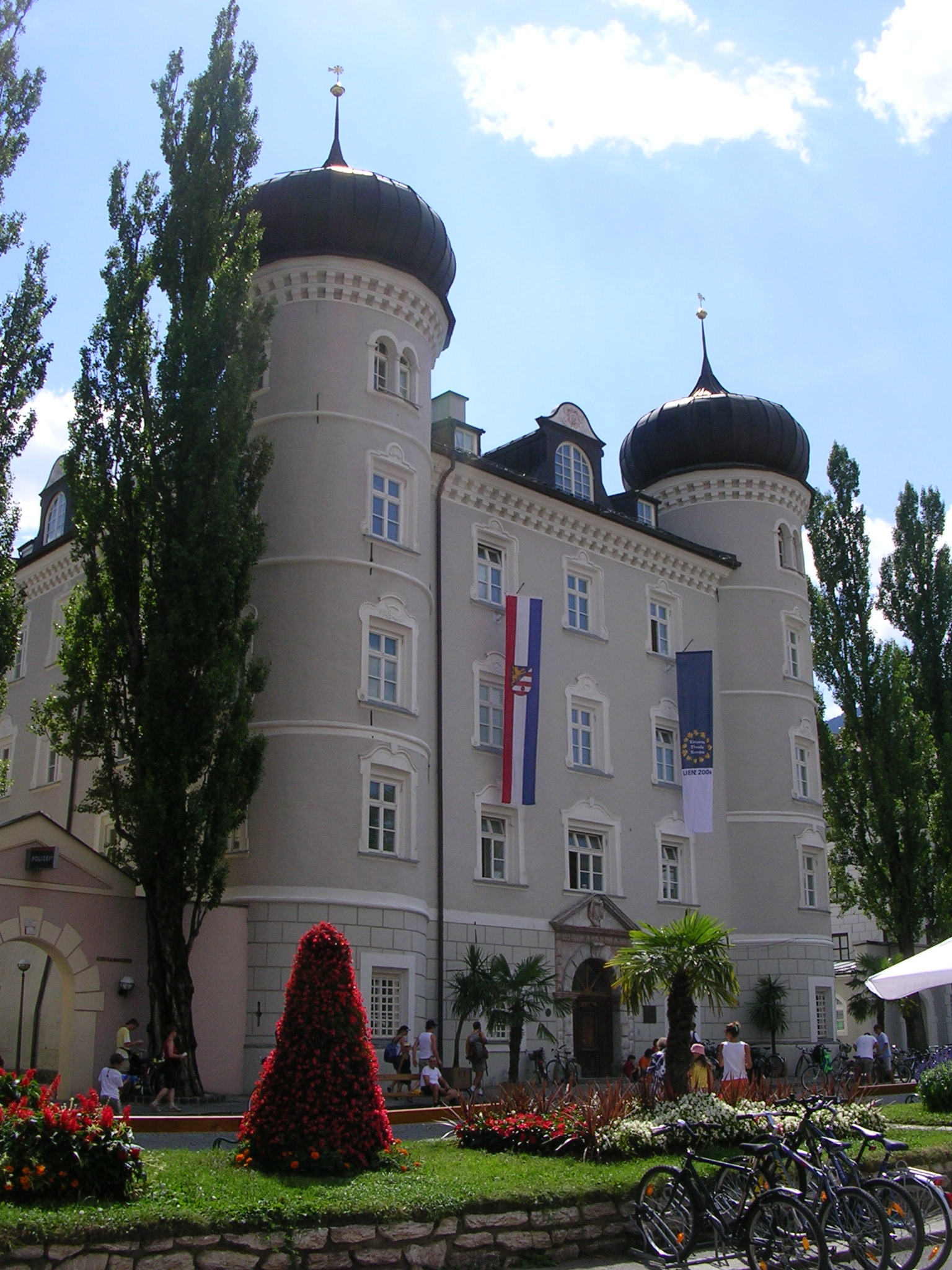
Lienzer Rathaus (Liebburg)

### Gemeinderat, Stadtrat und Bürgermeister
Der Gemeinderat von Lienz umfasst 21 Sitze und wird alle sechs Jahre im Zuge tirolweiter Gemeinderatswahlen gewählt. Gleichzeitig wird der Bürgermeister in einer Direktwahl bestimmt, wobei es beim Ausbleiben einer absoluten Mehrheit für einen Kandidaten zu einer Stichwahl kommt. Zudem besteht ein vierköpfiger Stadtrat. Am 6. Februar 2011 wurde Elisabeth Blanik zur Bürgermeisterin gewählt (siehe Wahlen).

### Stadtfinanzen
Das für 2010 beschlossene Budget der Stadt Lienz umfasst 30,2 Millionen Euro im ordentlichen Haushalt und 4,7 Millionen Euro im außerordentlichen Etat. Dabei musste für das Jahr 2010 ein Darlehen von 1,3 Millionen Euro zur Bedeckung von Ausgaben aufgenommen. Bürgermeister Hibler bezeichnete die Finanzlage der Stadt Lienz im Zuge des Budgetbeschlusses als „ernst, aber nicht hoffnungslos“. Der außerordentliche Haushalt des Budgetjahres 2010 ist durch die angespannte Finanzlage der Stadt Lienz der niedrigste der letzten zehn Jahre, wobei die durchschnittlichen Ausgaben des außerordentlichen Haushaltes bei rund 6,2 Millionen Euro lagen. Die durchschnittlichen Einnahmen im ordentlichen Haushalt lagen dabei im Bereich der Ausgaben.
Insgesamt lukrierte die Stadt Lienz 2008 rund 19,4 Millionen Euro Einnahmen aus Steuern, wobei als größte Einnahmequellen Ertragsanteile (Finanzausgleich) mit 57 %, Kommunalsteuern mit 25 % und Grundsteuern mit 5 % dienten. Insgesamt betrug die Gemeindesteuer im Jahr 2000 1609 Euro pro Kopf, was einer Steigerung gegenüber 2007 um 17 % entspricht. Lienz lag dabei auch stark über dem Tiroler Durchschnitt von 1292 Euro pro Kopf und über dem Wert vergleichbarer Tiroler Bezirkshauptstädte.
Schulden in EuroJahr03.000.0006.000.0009.000.00012.000.00015.000.00018.000.000200120052009201320172021Schulden

### Wahlen
Gemeinderat

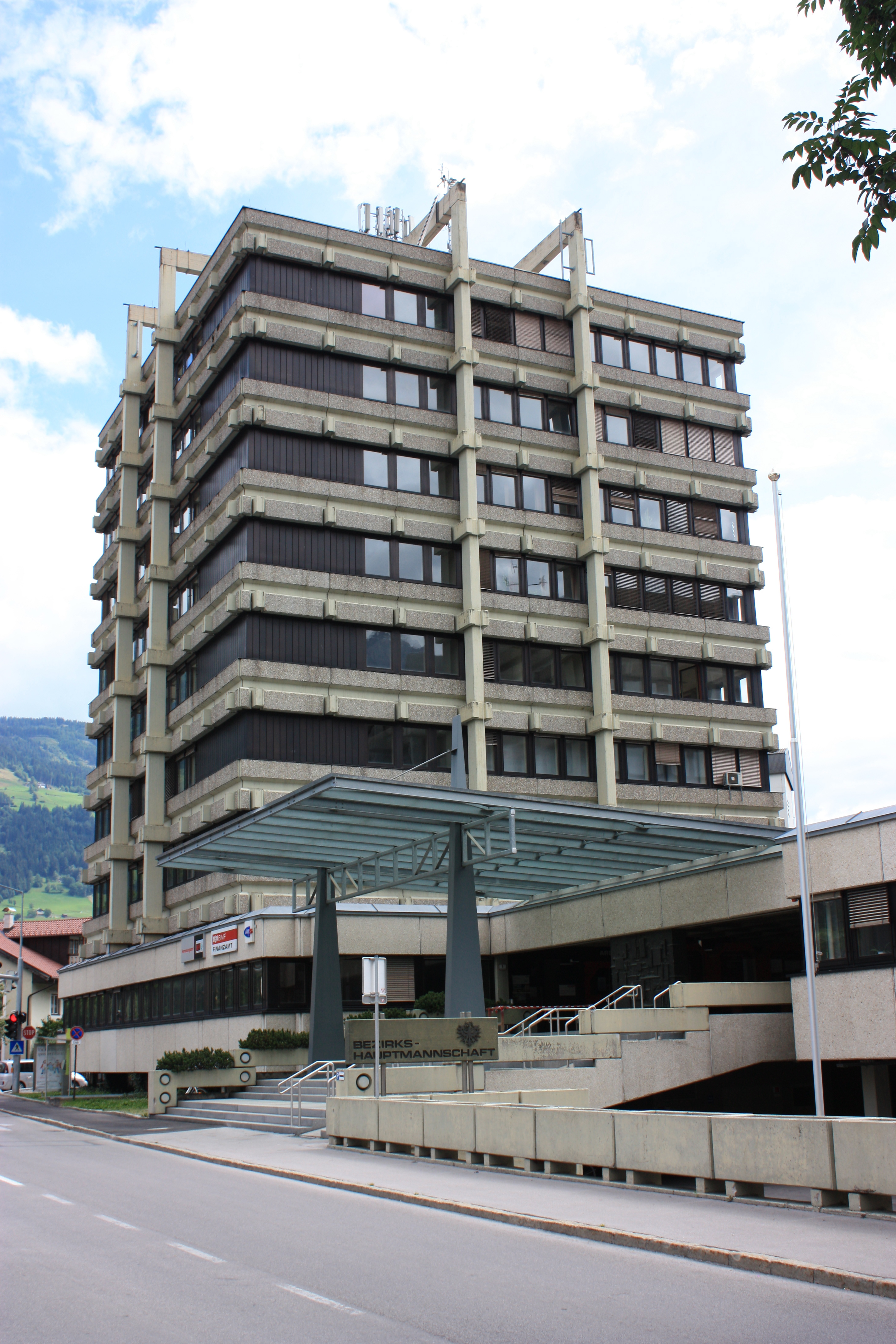
Bezirkshauptmannschaft Lienz vor der Renovierung

Die ÖVP dominierte von 1945 bis 2016 den Gemeinderat, in dem sie durchgehend die relative Mehrheit stellte. Auf Grund des Stellenwerts der Industrie und des Gewerbes sowie der Bedeutung der Eisenbahn spielt jedoch auch die SPÖ eine wichtige Rolle in Lienz und bei der letzten Gemeinderatswahl 2016 konnte sie erstmals die ÖVP überholen und die relative Mehrheit erringen.
2010 erzielte die ÖVP noch 43,7 % und elf Mandate, wobei die ÖVP 1,7 % Stimmenanteile und ein Mandat hinzu gewann. Die SPÖ konnte ihren Stimmenanteil von 24,9 % auf 30,7 % steigern und gewann damit zu ihren bisher fünf Mandaten zwei hinzu. Den dritten Platz belegte die LSL unter Uwe Ladstädter, die 9,9 % erreichte. Dies bedeutete für die LSL einen Verlust von 3,7 % und eines Mandates, womit die LSL zwei nunmehr Mandatare im Gemeinderat stellt. Die Grünen verbuchten bei der Gemeinderatswahl 2010 mit einem Minus von 5,8 % die stärksten Verluste. Mit nur noch 3,7 % verloren die Grünen beide Mandate und sind somit nicht mehr im Gemeinderat vertreten. Auch die FPÖ erlitt Verluste, mit einem Stimmenanteil von 5,3 % und einem Verlust von 1,4 % konnte die FPÖ jedoch ihr Mandat halten. Die Union für Lienz und das Bündnis Zukunft Österreich (BZÖ) scheiterten hingegen mit 3,0 % und mit 3,6 % am Einzug in den Gemeinderat. Bei der Bürgermeisterdirektwahl 2010 setzte sich der amtierende Bürgermeister Johannes Hibler (ÖVP) mit nur 14 Stimmen Vorsprung gegen seine Herausforderin, die Landtagsabgeordnete Elisabeth Blanik (SPÖ) durch. Die Wahl wurde jedoch vom Verfassungsgerichtshof am 1. Dezember 2010 aufgehoben. Bei der anschließenden Wahl am 6. Februar 2011 gewann Elisabeth Blanik die Bürgermeisterwahl mit einem Vorsprung von 713 Stimmen.
Bei den Gemeinderatswahlen 2016 konnte die SPÖ mit der amtierenden Bürgermeisterin Elisabeth Blanik einen großen Wahlsieg feiern. Mit 42,80 % und zehn Gemeinderäten konnte die SPÖ ihr Ergebnis von 2010 um 12,14 Prozent steigern und wurde erstmals stimmenstärkste Partei im Lienzer Gemeinderat. Die Volkspartei büßte hingegen 9,81 Prozent ein und belegte mit 33,91 % und sieben Mandaten nur mehr Platz zwei. Die Freiheitlichen legten um rund fünf Prozentpunkte zu und konnten ein weiteres Mandat hinzugewinnen. Die Unabhängige Liste von Uwe Ladstädter (LSL) musste erneut einen Verlust von circa vier Prozentpunkte hinnehmen und verlor ein weiteres Mandat. Den Grünen gelang es mit 6,61 % und einem Mandat wieder in den Gemeinderat einzuziehen, wobei die SPÖ die LSL und die Grünen ihre Listen koppelten. Das BZÖ und die Union für Lienz traten diesmal nicht mehr zur Wahl an.
Im Jahr 2022 erreichte die SPÖ 9 Mandate, die ÖVP sank um zwei auf fünf Mandate. Das „Team Lienz (TL)“ und MFG zogen mit deri beziehungsweise zwei Mandaten neu in den Gemeinderat ein. Die GRÜNEN und die FPÖ erreichten jeweils 1 Mandat, die „Liste Stadt Lienz“ und die NEOS verfehlten den Einzug in den Gemeinderat.
Bürgermeister
Bei der Bürgermeisterdirektwahl konnte sich 2016 die amtierende Bürgermeisterin Elisabeth Blanik schon im ersten Wahlgang mit 62,34 % klar gegen den ÖVP Herausforderer Meinhard Pargger mit 28,43 Prozentpunkten durchsetzen. Die beiden anderen Kandidaten erreichten gemeinsam nur 9,23 Prozent. Die Wahlbeteiligung sank im Vergleich zur Bürgermeisterwahl 2010 nur leicht um 2,63 % auf 65,26 % (6593 abgegebene Stimmen bei 10.102 Wahlberechtigten). Auch bei der Wahl 2022 siegte Elisabeth Blanik bereits im ersten Wahlgang und wurde damit als Bürgermeisterin bestätigt.
Landtag
Auch bei der Landtagswahl 2008 belegte die ÖVP mit 31,0 % den ersten Platz, dahinter folgten SPÖ (24,7 %), FPÖ (14,8 %), die Liste FRITZ (14,3 %) und Grüne (13,2 %). Die kurze Zeit später erfolgte Nationalratswahl führte insbesondere bei der ÖVP zu starken Verlusten. Die ÖVP verlor dabei 11,7 % und erreichte nur noch 27,5 %. Die SPÖ erreichte 21,9 % und belegte damit Platz 2. Mit 14,9 % belegte das BZÖ überraschend den dritten Platz und lag dabei deutlich vor der FPÖ (12,2 %), den Grünen (12,0 %) und der Liste FRITZ (7,3 %).
Bei der letzten Landtagswahl am 28. April 2013 musste die ÖVP 2,42 % einbüßen und erreichte 28,52 Prozentpunkte und belegte somit erstmals bei einer Landtagswahl nicht den ersten Platz. Die SPÖ konnte ihr Ergebnis von 2008 um 5,72 % auf 30,42 % verbessern. Wie die ÖVP mussten auch FPÖ (−4,94 %) und GRÜNE (−0,97 %) mit Verlusten zurechtkommen und erreichten 9,83 % beziehungsweise 12,19 %. Den deutlichsten Verlust musste jedoch die Liste Fritz hinnehmen; sie verlor 11,44 Prozent und erreichte lediglich 2,84 %. Am meisten zulegen konnte die Liste Vorwärts Tirol, die bei ihrem erstmaligen Antreten 7,87 % erreichte. Andere Parteien erhielten 8,28 %. Die Wahlbeteiligung lag mit 52,96 % um rund 7 Prozentpunkte niedriger als bei den Landtagswahlen 2008.
Nationalrat
Bei der Nationalratswahl 2013 belegte die SPÖ mit 26,35 % (+ 4,45 %) den ersten Platz in Lienz, der einzigen Gemeinde in Osttirol, in der die ÖVP nicht stimmenstärkste Partei wurde. Auf Platz zwei wurde die ÖVP mit 25,55 % (−1,98 %) gewählt. Die FPÖ erreichte mit 17,19 % (+ 4,96 %) den dritten Platz, gefolgt von den Grünen, die 13,75 % und ein Plus 1,77 Prozentpunkten erreichten. Das Team Stronach und die NEOS erreichten bei erstmaligem Antreten jeweils 6,21 bzw. 5,43 Prozent. Auf die anderen verbleibenden Parteien entfallen 5,52 %.

### Lienz als Bezirkshauptstadt und Verwaltungszentrum
Lienz beherbergt als Bezirkshauptstadt des Bezirkes Lienz eine Vielzahl von Behörden und Ämtern der Bezirks-, Landes- und Bundesverwaltung. So befinden sich in Lienz unter anderem die Bezirksstellen des Finanzamts, des Arbeitsmarktservice (AMS), des Bundesamtes für Eich- und Vermessungswesen, der Wirtschaftskammer Österreich, der Landwirtschaftskammer (Österreich) und der Kammer für Arbeiter und Angestellte. Auch das Amt der Tiroler Landesregierung ist mit dem Amt für Agrar und dem Baubezirksamt in Lienz vertreten. Zudem ist Lienz Sitz der Bezirkshauptmannschaft, die im Bezirk Lienz Bundes- und Länderaufgaben wahrnimmt. Darunter fallen beispielsweise Fachgebiete wie Amts- und Amtstierärzte, Aufgaben des Gewerbe-, Wasser-, (Straßen-)Verkehrsrechts, der Betrieb eines Sozialamts, sicherheits- und fremdenpolizeiliche Aufgaben, die Forst- und Jagdverwaltung, die Gemeindeaufsicht sowie Aufgaben im Bereich der Verwaltungsstrafsachen. Die Jurikatur wird in Lienz vom Bezirksgericht Lienz ausgeübt.

### Städtepartnerschaften
Lienz pflegt seit dem Jahr 1970 eine Partnerschaft mit der US-amerikanischen Stadt Jackson (Wyoming). Im selben Jahr wurde auch die Städtepartnerschaft mit der türkischen Stadt Selçuk geschlossen. Im Jahr 2000 wurde zudem eine Städtepartnerschaft mit der Stadt Gorizia (deutsch: Görz) in Italien eingegangen.

### Wappen

Wappen Lienz

Der älteste Beleg für das Wappen der Stadt Lienz stammt aus dem Jahr 1277, hier wird eine Urkunde des Stadtrichters des Görzer Grafen Ernst de Dobrawiz gezeigt. Das Siegel umfasst das Wappen der Grafen von Görz und hat die Umschrift „SIGILLUM JUDICIS DE LUENTZ“. Das Görzer Wappen besteht dabei aus einem schrägrechts geteilten Schild mit einem goldenen, nach rechts schreitenden Löwen in blauem Feld. Hinzu kam ein sechsmal durch Silber und Rot quergeteiltes Feld, das die Görzer als Lehensträger von Aquileia ausweist. Neben dem Görzer Wappen bestand bereits früh ein bürgerliches Wappen, das eine meist fünfblättrige Rose in weißem Feld zeigte. Die „Lienzer Rose“ tauchte auf Siegeln jedoch erst lange nach dem Aussterben der Görzer Grafen auf. Ab etwa 1900 wurde das Wappen schließlich vereinheitlicht und der zweite, silberne Balken von unten mit der roten Lienzer Rose belegt.

## Wirtschaft und Infrastruktur

### Trinkwasser
Lienz bezieht Trinkwasser auch aus der stadteigenen Schwarzbodenquelle. Diese wurde um 1964 von der Gemeinde Assling gefasst, die heute noch ein gewisses Wasserbezugsrecht daraus hat. 2020 betrug die Schüttung im Jahresschnitt 34 Liter/Sekunde. Nachdem die TIWAG beim Bau des Kraftwerks Amlach die Quelle „fast“ anbohrte, misst sie die Schüttung, im Sommer 2024: 30 l/s.

### Arbeitsstätten und Beschäftigte

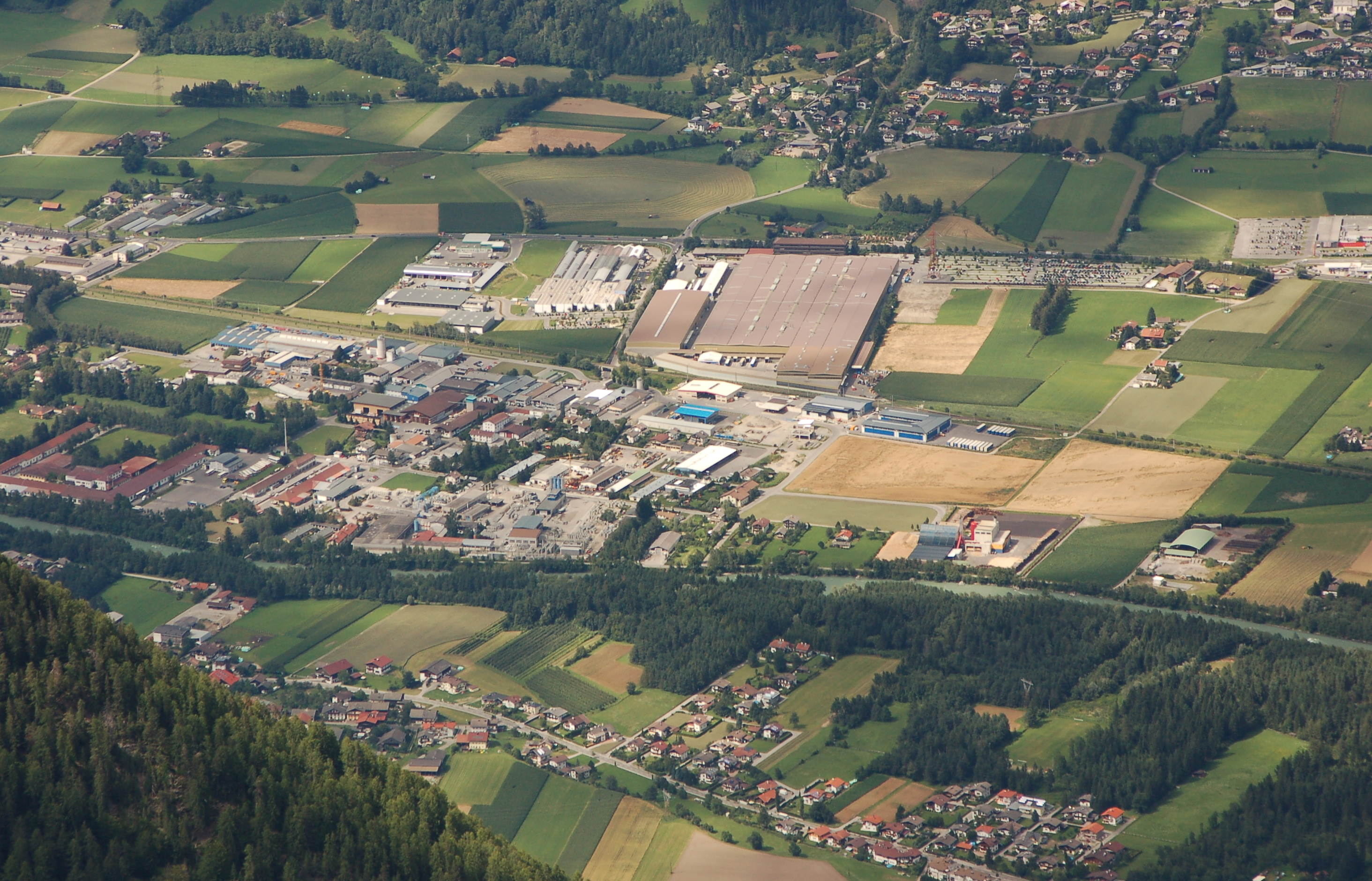
Das Gewerbegebiet von Lienz mit den Fabrikhallen der Firma Liebherr

Eine 2006 durchgeführte Arbeitsstättenzählung ergab in Lienz 1206 Arbeitsstätten mit 9847 Beschäftigten, wobei 95,3 Prozent unselbständig Beschäftigte waren. Die Zahl der Arbeitsstätten und Beschäftigten ist in den letzten 15 Jahren stark angewachsen. So gab es 1991 nur 750 Arbeitsstätten mit 7530 Beschäftigten, die Volkszählung 2001 ergab 920 Arbeitsstätten mit 9048 Beschäftigten (allerdings ohne landwirtschaftliche Betriebe, die 2006 mitgezählt wurden). Wichtigster Wirtschaftszweig der Stadt Lienz bezogen auf die Anzahl der Beschäftigten war 2006 die Sachgütererzeugung mit 2110 Beschäftigten (21 %) in 65 Betrieben. Weitere 1514 Beschäftigte (15 %) waren im Handel tätig, 1251 (13 %) im Gesundheits- und Sozialwesen und 1121 (11 %) im Unterrichtswesen. Gemessen an der Anzahl der Arbeitsstätten war hingegen der Handel mit 327 Betrieben (27 %) der bedeutendste Sektor. Dahinter folgte die Branche „Realitätenwesen und Unternehmensdienstleistungen“ mit 176 Betrieben (15 %). Jeweils rund 9 % der Betriebe waren zudem im Bereich Land- und Forstwirtschaft (113 Betriebe), Beherbergungs- und Gaststättenwesen (111 Unternehmen) und Gesundheits-, Veterinär und Sozialwesen (108 Betriebe) aktiv.
Größter Industriebetrieb der Stadt Lienz ist die 1980 gegründete Liebherr-Hausgeräte Lienz GmbH mit rund 1475 Mitarbeitern. Das Unternehmen stellt vor allem Kühl- und Gefriergeräte her, die weltweit vertrieben werden. Ein weiterer wichtiger Arbeitgeber mit mehr als 500 Mitarbeitern ist das Bezirkskrankenhaus Lienz. Lienz beherbergt mit der Brauerei Falkenstein auch eine Brauerei.
Bei einer Wohnbevölkerung von 12.062 Personen lebten 2006 in Lienz 5.739 sogenannte Erwerbspersonen, von denen 5.257 (43,6 %) erwerbstätig und 482 (4,0 %) arbeitslos waren. Dies bedeutete eine Erwerbsquote von 47,6 %. Weitere 22,6 % der Bevölkerung bezogen eine Pension, 13,7 % waren Schüler und 16,1 % waren im Haushalt tätig oder gehörten keiner Gruppe an. Von der erwerbstätigen Bevölkerung waren im Jahr 2001 rund 71,8 % in Lienz beschäftigt, während 28,2 % auspendeln mussten. Dies bedeutete für Lienz eine sehr geringe Pendlerquote im Vergleich mit anderen Gemeinden des Bezirkes. Rund 50 % der Pendler fanden dabei Arbeit innerhalb des Bezirksgebietes, wobei mehr als 200 Menschen in die Nachbargemeinde Nußdorf-Debant pendelten. Weitere 16 % arbeiteten in anderen Bezirken Tirols, 11 % in Kärnten. 8 % der Pendler zog es ins Ausland. Als wirtschaftliches Zentrum von Osttirol zieht Lienz jedoch selbst eine hohe Anzahl an Beschäftigten an, wobei 2001 5851 Personen nach Lienz einpendelten. Von den Einpendlern kamen 2001 10 % aus Nußdorf-Debant, 7 % aus Dölsach und je 6 % aus Matrei in Osttirol und Oberlienz.

### Landwirtschaft
Die Landwirtschaft spielt in Lienz heute eine untergeordnete Rolle und ist nur noch in der Katastralgemeinde Patriasdorf von Bedeutung. 1999 befanden sich 43 land- und forstwirtschaftliche Betriebe mit landwirtschaftlichen Flächen in Lienz, davon wurden 19 im Haupt- und weitere 19 im Nebenerwerb geführt. Weitere fünf Betriebe waren Betriebe juristischer Personen. Gegenüber 1995 war die Zahl der Betriebe dabei um elf Einheiten gesunken, wobei vom Rückgang fast ausschließlich Nebenerwerbsbetriebe betroffen waren. Im Jahr 2009 wies die Statistik der Bezirksbauernkammer nur noch 31 landwirtschaftliche Betriebe, darunter eine Agrargemeinschaft aus. In der Viehhaltung dominierte die Rinderhaltung mit einer Stückanzahl von 704 Tieren, daneben hielten die Lienzer Bauern auch 144 Schweine, 132 Stück Geflügel, 63 Schafe, zwölf Pferde und acht Ziegen. Insgesamt standen den Bauern 2009 355,5 ha landwirtschaftliche Nutzfläche zur Verfügung, wovon 119,4 ha als Ackerland und 236,1 ha als 236,07 Grünland genutzt wurden. Hinzu kamen 483,0 ha an Almfutterfläche. Im Ackerbau dominierte der Anbau von Silomais (39,9 ha), zudem wurden auf 14,1 ha Getreide und auf 9,7 ha Kartoffeln angebaut. 53,9 ha entfielen zudem auf Ackerfutter und sonstige Ackerflächen, 1,8 ha auf Blühflächen.

### Verkehr und Infrastruktur

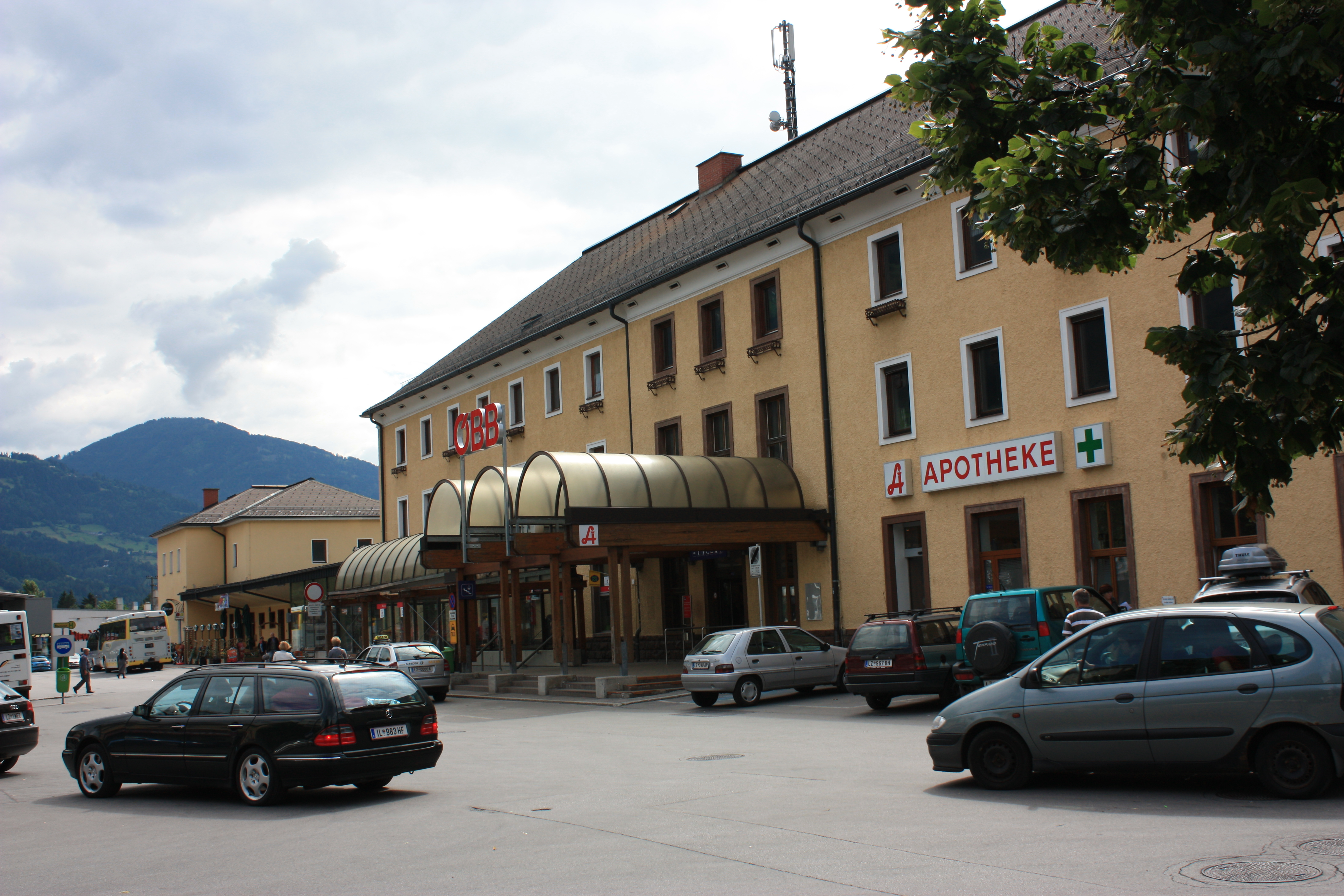
Bahnhof Lienz

Durch die zentrale Lage der Stadt Lienz im Kreuzungspunkt dreier Haupttäler verlaufen die wichtigsten Verkehrsverbindungen des Bezirks durch Lienz. Der Kreuzungspunkt der hochrangigen Drautalstraße (B 100) mit der Felbertauern Straße (B 108) liegt dabei in Lienz. Die Drautalstraße verbindet Lienz über das (von Lienz aus) nach Südosten weitergehende Drautal mit Kärnten und über das nach Westen verlaufende Hochpustertal mit Italien. Die in Lienz beginnende Felbertauernstraße bindet Lienz wiederum über den Felbertunnel im Norden an Salzburg an. Durch die Lage des Verkehrsknotens der beiden Straßen nahe dem Stadtzentrum ist das Ortsgebiet einer hohen Verkehrsbelastung ausgesetzt. Eine Umfahrung für Lienz wurde daher immer wieder diskutiert, bisher jedoch nicht umgesetzt. Neben der Drautalstraße und der Felbertauernstraße befindet sich an der Stadtgrenze zu Nußdorf-Debant auch eine Abzweigung der Großglocknerstraße (B 107a), die über den Iselsberg in das Mölltal (Kärnten) führt. Insgesamt verfügte die Stadt Lienz 2001 über 63,24 Kilometer an Straßen und Radwegen, wobei Lienz auch Kreuzungspunkt des Drauradwegs und des Iseltal-Radwegs ist.
Über die am 20. November 1871 eröffnete Drautalbahn ist Lienz an das überregionale Bahnnetz angebunden, wobei täglich ein direktes Zugpaar zwischen Lienz und Wien verkehrt. Die Drautalbahn bindet Lienz über den Bahnhof San Candido/Innichen zudem an das italienische Bahnnetz an. Über Italien und die Pustertalbahn verkehrten zudem täglich zwei Korridorzugpaare zwischen Lienz und Innsbruck, die allerdings zum 15. Dezember 2013 eingestellt und durch eine Busverbindung ersetzt wurden. Seit Aufnahme des elektrischen Betriebes auf der Drautalstrecke am 4. Dezember 1988 verfügt der Bahnhof Lienz auch über eine Fahrzeugverladestelle für Autoreisezüge.
Zusammen mit 14 umliegenden Gemeinden hat sich Lienz zum „Abwasserverband Lienzer Talboden“ zusammengeschlossen. Die Abwässer der Gemeinden werden dabei in der Kläranlage Dölsach gereinigt, als Vorfluter dient die Drau. Die Kanalisierung des Gemeindegebietes war Anfang des 21. Jahrhunderts bereits zu 97 % abgeschlossen, lediglich die Bereiche Pfister, linker und rechter Drauweg sowie Teile der Bürgerau und Minekugel waren zu diesem Zeitpunkt noch nicht erschlossen. Der Abfall, der in der Gemeinde anfällt, wird über den Abfallwirtschaftsverband Osttirol (AWVO) entsorgt.

### Tourismus
Erste Ansätze im Fremdenverkehr bewirkte der Bädertourismus, in der ersten Hälfte des 19. Jahrhunderts kam der frühe Alpinismus hinzu. Lienz diente dabei als Durchgangsstation für Touren auf den Großglockner und den Großvenediger. Erstbesteigungen der nahen Lienzer Dolomiten sind hingegen vor allem aus der zweiten Hälfte des 19. Jahrhunderts überliefert. Für einen Aufschwung im Tourismus sorgte auch die Gründung der Lienzer Sektion des Österreichischen Touristenklubs im Jahr 1884. Gemeinsam mit der Sektion des Alpenvereins wurden in der Folge die Laserzgruppe und die Spitzkofelgruppe der Lienzer Dolomiten mit einem Wegenetz und Schutzhütten erschlossen. Mit der Eröffnung der Bahnstrecke Villach–Lienz–Franzensfeste wurde Lienz auch für den Massentourismus zugänglich.
Für die Entwicklung des Tourismus in Lienz wurde in der Folge 1874 ein Verschönerungs-Verein gegründet; die Nächtigungszahlen blieben jedoch zunächst hinter den Erwartungen zurück. In der Folge konnte Lienz jedoch eine positive Entwicklung verzeichnen, wobei im Tourismusjahr 1908/09 3346 Touristen in Lienz verzeichnet wurden. Die positive Entwicklung wurde jedoch durch den Ausbruch des Ersten Weltkriegs unterbrochen. Nachdem in der Zwischenkriegszeit durch die Weltwirtschaftskrise und in der Folge durch den Zweiten Weltkrieg die Tourismuszahlen erneut eingebrochen waren, begann Lienz in den 1950er Jahren verstärkt in den Tourismus, insbesondere den Wintertourismus, zu investieren. So wurde 1953 der Sessellift auf den Hochstein eröffnet, 1958 folgte die Gondelbahn auf das Zettersfeld. Wurden in Lienz 1966 bereits 158.715 Nächtigungen gezählt, stiegen die Nächtigungszahlen bis 1981, auch angekurbelt von der Eröffnung der Felbertauern Straße 1967, auf 226.499 an.
Wie auch in zahlreichen anderen Osttiroler Gemeinden sanken die Nächtigungszahlen in der Folge ab. An der Jahrtausendwende wurden nur noch 153.350 Nächtigungen gezählt. Lienz konnte im Gegensatz zu den meisten anderen Tourismusgemeinden in Osttirol seine Nächtigungszahlen jedoch seit der Jahrtausendwende stark steigern. So zählte Lienz im Winterhalbjahr 2008/2009 99.758 Nächtigungen, wobei dies eine Steigerung gegenüber dem Winterhalbjahr 1999/2000 von 59 % bedeutete. Im Sommerhalbjahr 2008 konnte Lienz 107.851 Nächtigungen erreichen, dies bedeutete gegenüber dem Jahr 2000 eine Steigerung von 8 %. Durch die starken Wachstumszahlen erreichte Lienz im Sommerhalbjahr die zweithöchsten und im Winterhalbjahr die dritthöchsten Zahlen einer Gemeinde im Bezirk Lienz. Von den Nächtigungen entfielen im Sommerhalbjahr 2008 und Winterhalbjahr 2008/09 jeweils 62 % auf Gäste aus dem Ausland. Hierbei bildeten die Nächtigungen deutscher Gäste mit 46 % die größte Gruppe, dahinter folgten Nächtigungen italienischer und niederländischer Touristen mit je 14 %.
Während die Wintersportgebiete Hochstein und Zettersfeld zu einem starken Wachstum im Wintertourismus führten, profitierte Lienz im Sommer zuletzt vor allem von Tagestouristen, die den Drauradweg von Innichen nach Lienz nutzen. Die Steuerung des Tourismus obliegt dabei heute dem Tourismusverband Osttirol, wobei Lienz der Region Lienzer Dolomiten angehört.
Der Lienzer Schlossberg bietet im Bereich der Moosalm Tirols größten Kletterpark und den 1967 errichteten ca. 22 m hohen Aussichtsturm Venedigerwarte sowie den Osttirodler, eine 2,7 km lange Ganzjahresrodelbahn.

### Bildung

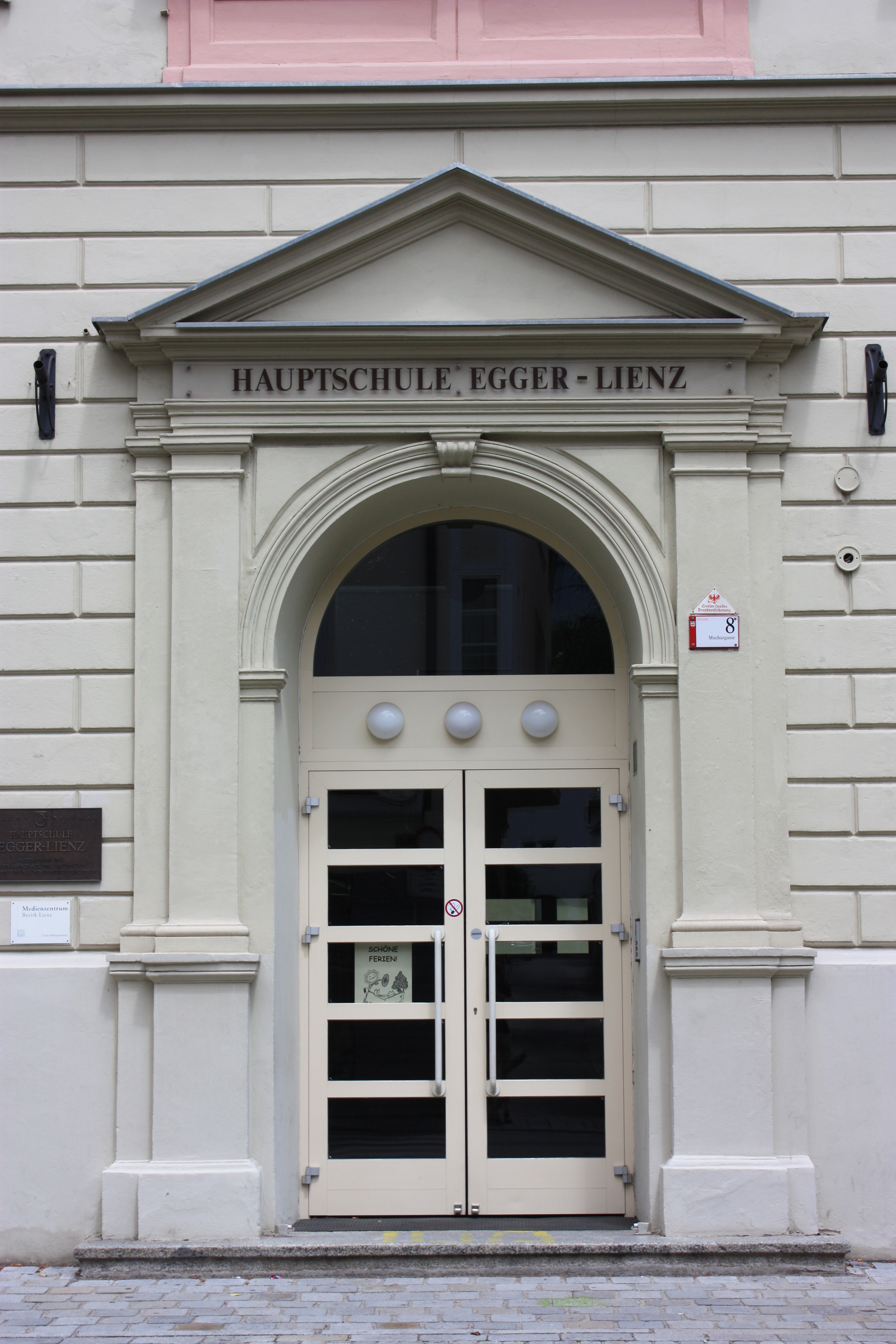
Portal der Egger-Lienz-Hauptschule

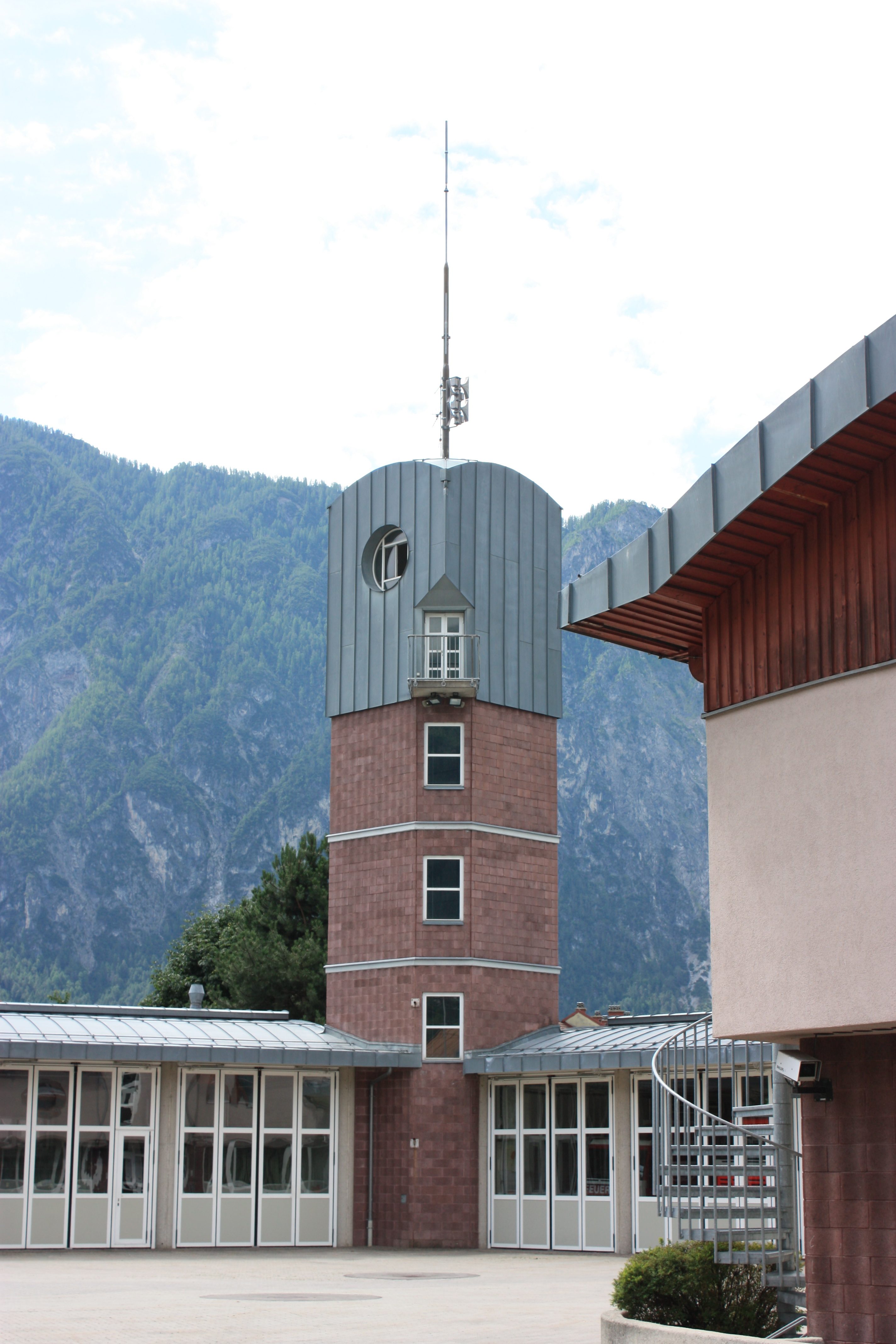
Turm des Feuerwehrhauses der Freiwilligen Feuerwehr Lienz

Die erste urkundliche Erwähnung einer Schule in Lienz stammt aus dem Jahr 1237, wobei es sich bei der „Pfarrschule“ um eine Lateinschule gehandelt haben dürfte, die fast ausschließlich religiöse Bildung und lateinischen Kirchengesang lehrte. Spätestens im 14. Jahrhundert wurde schließlich auch eine städtische Schule gegründet, deren Kosten von der Pfarre und der Bürgerschaft getragen wurden. Ursprünglich war der Schulbesuch nur für Knaben erlaubt, im 17. Jahrhundert ermöglichten die Dominikanerinnen auch auswärtigen adeligen Mädchen den Schulbesuch in einem Internat. Nach der Einführung der allgemeinen Schulpflicht 1774 durch Maria Theresia übernahm der Karmeliterorden den Unterricht der Knaben, während die Mädchenschule von den Dominikanerinnen geführt wurde. Nach der Aufhebung des Karmeliterordens 1785 durch Joseph II. führten die Franziskaner die Knabenschule weiter. 1777 wurde erstmals auch ein Gymnasium in der Liebburg eröffnet, die jedoch durch die bayrische Regierung 1806 wieder aufgelassen wurde. Versuche der Stadtregierung zur Wiedererrichtung einer „Realschule“ scheiterten in der Folge mehrmals.
Zu einem bedeutenden Einschnitt kam es 1900, als die liberale Stadtregierung die Enthebung der Franziskaner von der Lehrtätigkeit beschloss, da das Landesschulgesetz von 1892 geprüfte Lehrer vorschrieb. In der Folge wurde 1904 ein neues Knabenschulhaus in der Muchargasse eröffnet. Die Lehrtätigkeit der Dominikanerinnen, unter denen sich geprüfte Lehrerinnen befanden, blieb hingegen bestehen. Dennoch ließ die Lienzer Stadtregierung 1911 auch eine weltliche Mädchenschule über dem Turnsaal der Knabenschule errichten. Die weltliche Mädchenschule konnte sich jedoch nicht gegenüber der weiterhin bestehenden Schule der Dominikanerinnen durchsetzen und wurde 1933/34 wieder aufgelassen.
Die Kinder von Patriasdorf besuchten lange Zeit die Schulen der umliegenden Gemeinden. Erst 1910 wurde in Patriasdorf eine Volksschule gegründet, die 1912 ein eigenes Schulgebäude erhielt.
Nach der Gründung weltlicher Grundschulen folgte kurze Zeit später die Gründung der weiterführenden Bürgerschulen. 1915 eröffnete die Bürgerschule der Mädchen, die von den Dominikanerinnen geführt wurde, 1919 folgte eine Bürgerschule für Knaben. Beide Bürgerschulen wurden 1926 in Hauptschulen umgewandelt. Aus der 1938 gegründeten Oberschule ging schließlich das heutige Gymnasium in Lienz hervor.
In Lienz bestehen heute drei Volksschulen. Die Volksschule Nord geht auf die „Knabenvolksschule Lienz Nord“ zurück und bezog im Schuljahr 1968/69 ihr heutiges Gebäude. Bereits 1966/67 waren in der ursprünglich reinen Knabenschule Klassen auch gemischt geführt worden. Zudem bestehen im Süden von Lienz die Volksschulen Lienz Süd I und II. Die beiden Schulen waren 1956 auf Grund von Platzmangel errichtet worden, wobei die Volksschule Süd I ursprünglich eine reine Mädchenschule und die Volksschule Süd II ursprünglich eine reine Knabenschule gewesen war. Erst ab dem Schuljahr 1980/81 wurden alle Klassen der Volksschule Süd kooperativ geführt. Neben den drei Volksschulen verfügt Lienz zudem über zwei Hauptschulen, wobei die Hauptschule Egger-Lienz im Gebäude der 1904 eröffneten Knabenschule in der Muchargasse untergebracht ist und die Hauptschule Lienz Nord auf die 1919 gegründete Bürgerschule zurückgeht. Des Weiteren besteht in Lienz eine Allgemeine Sonderschule und eine Polytechnische Schule.
Lienz hat für Osttirol als Standort mehrerer höherbildender Schulen eine wichtige Bedeutung. So beherbergt Lienz mit dem BG/BRG Lienz und dem BORG Lienz zwei Gymnasien. Zudem bestehen eine Bundeshandelsakademie mit einer Bundeshandelsschule, die Fachschule für wirtschaftliche Berufe der Dominikanerinnen, eine Höhere Bundeslehranstalt für wirtschaftliche Berufe und Hotelfachschule, eine Landwirtschaftliche Lehranstalt, eine private Höhere Technische Lehranstalt für Mechatronik, eine Schule für Allgemeine Gesundheits- und Krankenpflege sowie die Tiroler Fachberufsschule Lienz.

### Sicherheits- und Gesundheitswesen
Die Freiwillige Feuerwehr Lienz wurde im Jahr 1868 gegründet und war damit eine der ersten Feuerwehren Gesamttirols. Die Lienzer Feuerwehr geht dabei auf den k. k. Bauadjunkten Aegid Pegger zurück, der mit der Lienzer Turnerschaft ab 1865 Löschübungen durchführte. Mit der Gemeindezusammenlegung von Lienz und Patriasdorf erfolgte auch die Vereinigung der beiden Feuerwehren, wobei die Freiwillige Feuerwehr Lienz heute über ein großes, 1992 eingeweihtes Feuerwehrhaus in der Lienzer Dolomitenstraße und ein kleineres Feuerwehrhaus in Patriasdorf verfügt. Neben der Feuerwehr bestehen in Lienz auch Bezirksstellen des Roten Kreuzes und der Bergrettung. Die polizeilichen Aufgaben werden vom Bezirkspolizeikommando und der Polizeiinspektion Lienz wahrgenommen, die beide am Hauptplatz situiert sind. Die Polizeiinspektion Lienz betreut dabei neben Lienz auch zahlreiche umliegende Gemeinden. Im Gesundheitswesen spielt Lienz als Sitz des Bezirkskrankenhauses Lienz eine wichtige Rolle für die gesamte Bezirksbevölkerung. Das Bezirkskrankenhaus geht dabei auf das mittelalterliche Bürgerspital zurück und beherbergt heute mehr als 300 Betten.

## Kultur und Sehenswürdigkeiten

### Sehenswürdigkeiten

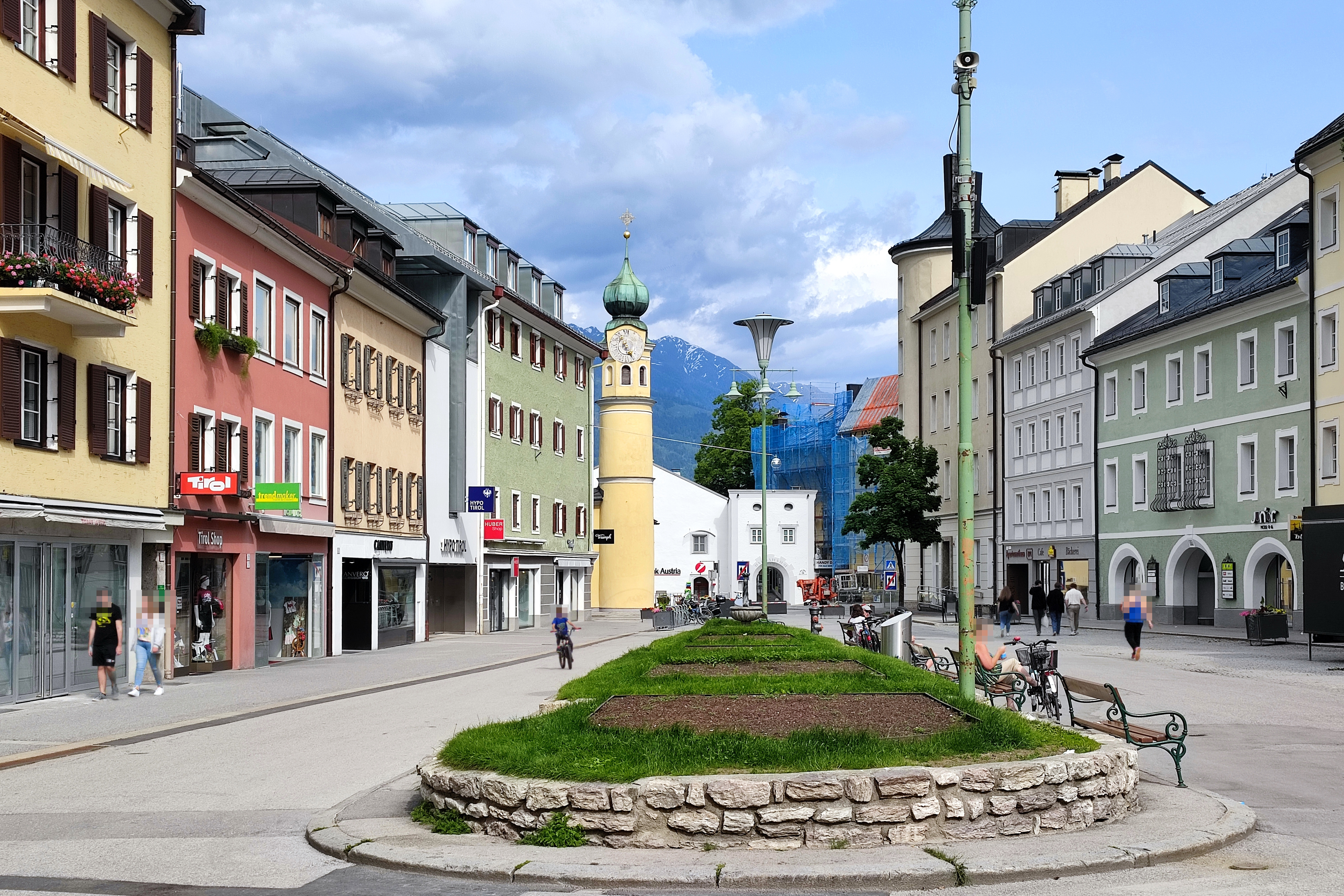
Der Hauptplatz von Lienz

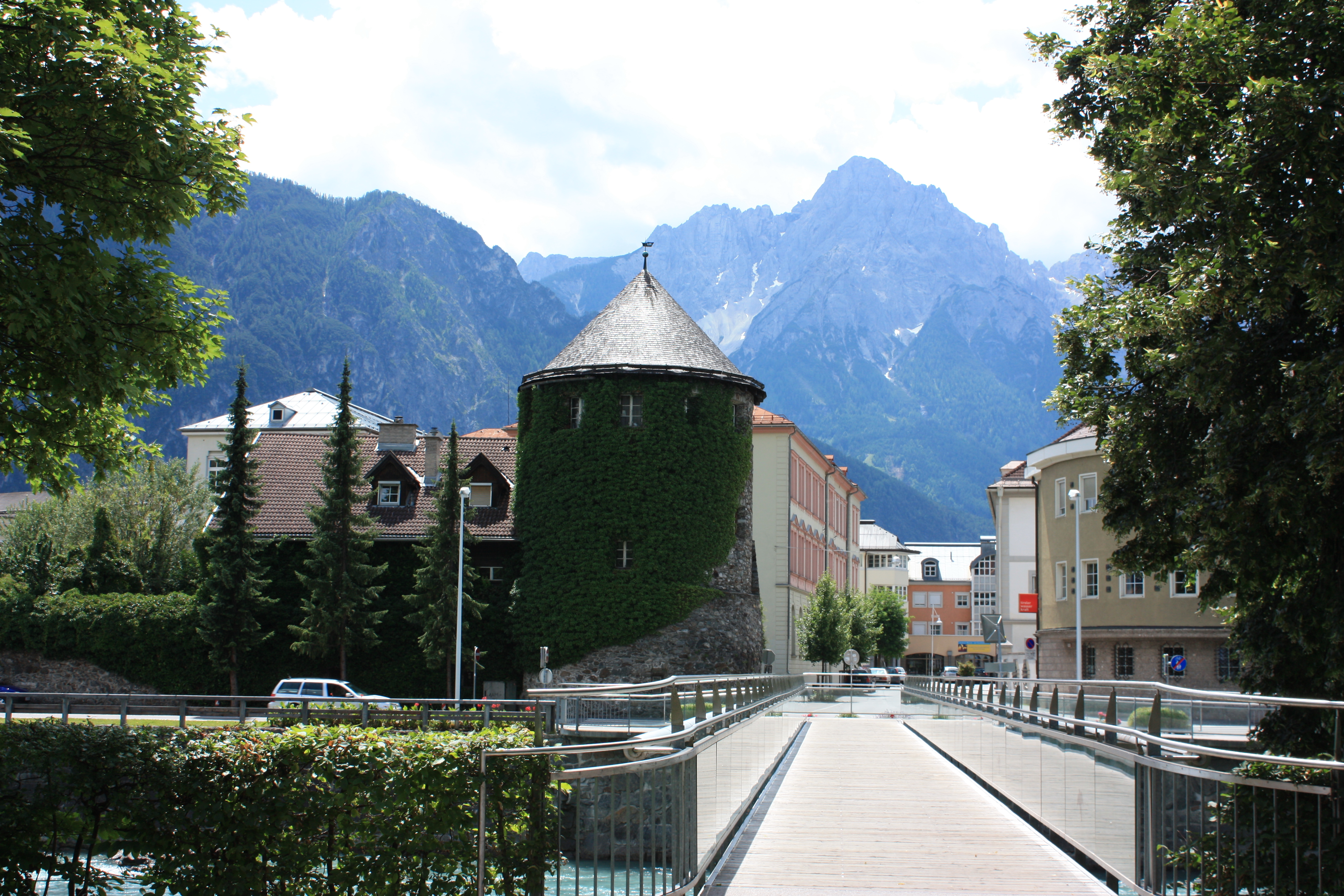
Iselturm mit Resten der Stadtmauer

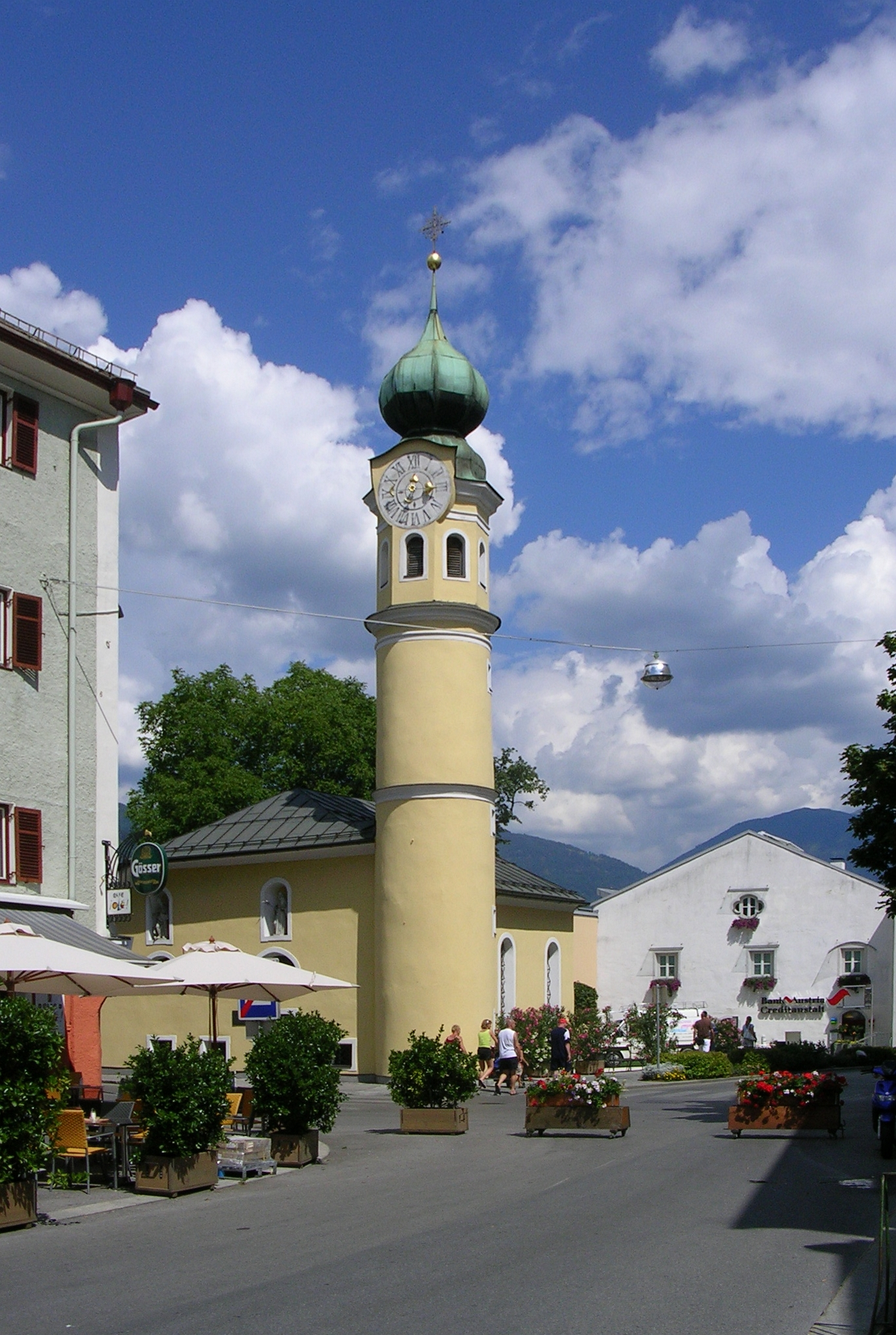
Antoniuskirchl am Lienzer Hauptplatz

Lienz ist Mitglied im Verband Kleine historische Städte. Die Liebburg am Lienzer Hauptplatz und das aus dem 13. Jahrhundert stammende Schloss Bruck auf dem Schlossberg gelten als Wahrzeichen der Stadt. Schloss Bruck diente bis zum Jahr 1500 als Ansitz der Grafen von Görz, ihre Nachfolger, das Geschlecht Wolkenstein-Rodenegg, ließ Anfang des 17. Jahrhunderts die Liebburg errichten, die von der Stadt Lienz als Rathaus genutzt wird. Schloss Bruck dient heute als Museum der Stadt Lienz und verfügt über eine Kunstsammlung, eine archäologische Abteilung, Objekte der Osttiroler Volkskunde und eine naturkundliche Abteilung. Bekannt ist Schloss Bruck vor allem für seine Sammlung der Osttiroler Maler Albin Egger-Lienz und Franz Defregger. Daneben besteht in Lienz auch ein Phonomuseum mit Ausstellung alter Fonografen und Grammofone.
Das Zentrum der Altstadt wird vom Lienzer Hauptplatz geprägt, auf dem Ende des 12. Jahrhunderts der heutige Mittelpunkt der Stadt gegründet wurde. Hier befinden sich neben der Liebburg auch das Antoniuskirchl, das im 17. Jahrhundert auf Basis eines mittelalterlichen Fronkastens zur Lagerung von Erzen zu einer großen Kapelle ausgebaut wurde. Ebenfalls im Stadtzentrum befinden sich das Franziskanerkloster und das ehemalige Bürgerspital mit der heute profanierten Josefskirche. Im Norden der Altstadt nahe der Isel und im Osten im Bereich des ehemaligen Bürgerspitals befinden sich noch Reste der ehemaligen Lienzer Stadtbefestigung. Weitere Überreste der Stadtmauer bestehen im Bereich der Kreuz- und Mühlgasse im Südwesten der Altstadt.
Mit Ausnahme der Franziskanerkirche des Franziskanerklosters befinden sich die großen Kirchenbauten von Lienz außerhalb der Altstadt. Die Stadtpfarrkirche St. Andrä im Stadtteil Patriasdorf geht dabei auf eine frühmittelalterliche Kirche zurück und wurde im 15. Jahrhundert zu einer gotischen Basilika ausgebaut. In nächster Nähe bestehen zudem das im Kern mittelalterliche Dekanatswidum, das von Clemens Holzmeister errichtete Bezirkskriegerdenkmal mit einem Bilderzyklus von Albin Egger-Lienz und der Alte Friedhof. Östlich der Stadtpfarrkirche liegt im Ortsteil Rindermarkt die Benefiziatkirche St. Michael, deren romanischer Kern aus dem 13. Jahrhundert im 16. Jahrhundert zu einem gotischen Langbau erweitert wurde, die Benefiziatkirche diente den Herren von Graben, ehemaligen Edelleuten und Ministerialen von Lienz als Begräbnisstätte. Im Westen der Stadt besteht mit dem Dominikanerinnenkloster, dem sogenannten Klösterle, ein weiteres Kloster, das bereits in der ersten Hälfte des 13. Jahrhunderts gegründet wurde und wie das Franziskanerkloster über eine Klosterkirche verfügt. Des Weiteren befindet sich beim Siechenhaus der älteste bemalte Bildstock Tirols aus der Zeit der Pest um 1400. Moderne Kirchenbauten befinden sich zudem mit der Pfarrkirche zur Heiligen Familie im Süden von Lienz, der 1962 eröffneten evangelischen Pfarrkirche Martin Luther am nördlichen Drauufer und der 1950 geweihten Herz-Jesu-Kirche im Stadtteil Peggetz. Ebenfalls im Stadtteil Peggetz liegt der Kosakenfriedhof für die Opfer der Räumung des Kosakenlagers 1945.

### Kultur
Lienz bildet als Bezirkshauptstadt den kulturellen Mittelpunkt Osttirols, wobei die Kulturabteilung der Stadtgemeinde Lienz („Stadtkultur Lienz“) selbst als Träger von Kulturveranstaltungen auftritt und unter anderem regelmäßig die Figurentheatertage Fantasima veranstaltet. Als Veranstaltungsorte stehen dabei unter anderem der Stadtsaal, die ehemalige Spitalskirche und der Kolpingsaal zur Verfügung. Kunstausstellungen finden vor allem in der 1964 über Initiative von Franz Walchegger, Josef Manfreda, Leopold Ganzer und Hermann Pedit gegründeten Städtischen Galerie und auf Schloss Bruck statt. Als unabhängiger Kulturveranstalter wurde 1978 zudem der Verein ummigummi gegründet, der seit 1991 auch das Straßentheater-Festival OLALA organisiert. Eine weitere regelmäßige Kulturveranstaltung ist das alljährlich im Sommer stattfindende Altstadtfest.
Neben den Kulturveranstaltern wird das kulturelle Leben vor allem von den zahlreichen Vereinen der Stadt Lienz getragen, wobei der Männerchor „Lienzer Sängerbund 1860“ der älteste noch bestehende Kulturverein von Lienz ist. Lienz verfügt zudem über zwei Blaskapellen, wobei die Eisenbahner-Stadtkapelle Lienz 1918 gegründet wurde und die Stadtmusik Lienz 1951 aus der aufgelösten Musikkapelle Grafendorf (Gemeinde Gaimberg) hervorging. Die Stadtmusik Lienz ist dabei der Schützenkompanie Lienz angegliedert, deren Vereinigung im Jahr 1898 gegründet worden war. Als weitere Musikvereine bestehen zudem beispielsweise der Arbeitergesangsverein Lienz und der Kammerchor Vokalissimo. Die Faschingszeit wird in Lienz traditionell mit Umzügen begangen. Ein wichtiger Bestandteil des Kulturlebens ist auch das 1946/47 gegründete Stadtorchester Lienz.

### Sport

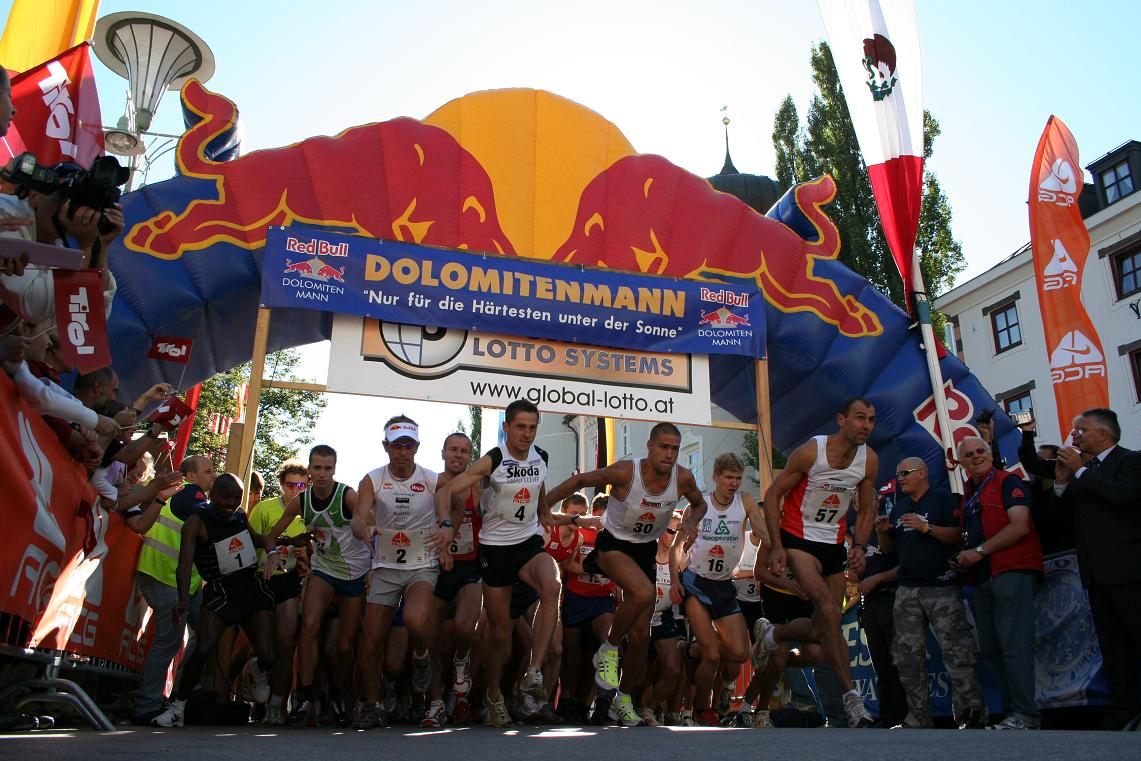
Start zum 19. Dolomitenmann

Erfolgreichste Vereinsmannschaft von Lienz war der Fußballklub SV Rapid Lienz, der in den 1970er Jahren sieben Jahre lang in der zweithöchsten österreichischen Fußballliga spielte und einmal das ÖFB-Cup-Semifinale erreichte. Nach dem sportlichen Abstieg folgte in der Saison 1999/2000 schließlich der Konkurs. Als Nachfolgeverein wurde der Fußballklub Rapid Lienz Tirol Milch initiiert, wobei Rapid Lienz wie alle Fußballklubs des Bezirks Lienz auf Grund der geografischen Nähe nicht zum Tiroler, sondern zum Kärntner Fußballverband gehören. Rapid Lienz spielt derzeit (Stand: Saison 2022/23) in der Unterliga West (fünfthöchste Spielklasse) und trägt seine Heimspiele im Dolomitenstadion aus, das neben seiner Funktion als Heimstätte für Rapid Lienz auch als Leichtathletik-Stadion verschiedener Vereine und Schulen genutzt wird. Zur weiteren Sportinfrastruktur zählt der mit Unterstützung der Stadt Lienz in Lavant errichtete Golfplatz und das Dolomitenbad, ein kombiniertes Hallen- und Freibad.
Lienz ist auch Austragungsort mehrerer regelmäßiger sportlicher Großveranstaltungen. So findet alljährlich im Jänner der Dolomitenlauf statt, ein Volkslanglauf, bei dem rund 2.000 Läufer an den Start gehen. 2011 findet bereits der 37. Dolomitenlauf statt. Ebenfalls im Jänner wird der Laserzlauf durchgeführt, der seit 1983 von der „Alpinen Gesellschaft Alpenraute“ ausgetragen wird und eine Kombination aus Berglauf, Tourengehen und alpiner Skiabfahrt darstellt. Auch der Verein KIOT-Klettern in Osttirol veranstaltet am letzten August-Wochenende jedes Jahres einen Kletterwettbewerb, den KIOT Bouldercup, der 2013 schon zum vierzehnten Mal über die Bühne ging. Lienz veranstaltet zudem regelmäßige Snowkajak-Rennen, wobei 2010 in Lienz die Weltmeisterschaft stattfand. Im Zweijahresrhythmus trägt der Schachklub Lienz sein Schach-Open aus, im Juni findet wiederum die Dolomiten Radrundfahrt statt, die 2010 zum 23. Mal ausgetragen wird. Ebenfalls regelmäßig wird der Red Bull Dolomitenmann ausgetragen, bei dem Teams aus vier Personen in den Disziplinen Berglauf, Paragleiten, Wildwasserkajak und Mountainbike gegeneinander antreten. Ein weiteres Großereignis stellt auch der Alpine Skiweltcup dar, der im Dezember im Zwei-Jahres-Rhythmus in Lienz gastiert. Der Damenriesenslalom wird dabei am Lienzer Schlossberg durchgeführt.

## Persönlichkeiten
Zu den bekanntesten Persönlichkeiten der Stadt Lienz zählt der in Stribach geborene Maler Albin Egger-Lienz, der in Lienz die Volksschule besuchte und den Bilderzyklus für das Bezirkskriegerdenkmal schuf. Seine Werke bilden einen der Schwerpunkte im Museum der Stadt Lienz auf Schloss Bruck. Der Maler Franz Walchegger wurde hingegen auch in Lienz geboren und zählte zu den Pionieren der modernen Malerei in Tirol. Albert Muchar verbrachte seine Kindheits- und Jugendjahre in Lienz, bevor er in die Steiermark übersiedelte und dort zum Bibliothekar, Historiker, Schriftsteller und Rektor der Karl-Franzens-Universität in Graz aufstieg. Beda Weber wurde ebenfalls in Lienz geboren und war neben seiner schriftstellerischen und theologischen Tätigkeit auch als Abgeordneter der Frankfurter Nationalversammlung aktiv. Ebenso in Lienz geboren sind der Theologe und spätere Erzbischof von Salzburg Andreas Rohracher sowie der Zoologe und Forstwissenschaftler Karl E. Schedl, der als einer der führenden Spezialisten für Borkenkäfer galt.
Im politischen Bereich brachten es der zwischen 1962 und 1994 amtierende Bürgermeister Hubert Huber und seine Nachfolgerin, die erste Bürgermeisterin Tirols, Helga Machne (beide ÖVP) bis zur Nationalrätin. Die derzeitige Bürgermeisterin Elisabeth Blanik (SPÖ) ist als Landtagsabgeordnete aktiv. Im sportlichen Bereich feierten Persönlichkeiten aus Lienz vor allem im Skisport Erfolge. So stammt der Olympiasieger und Weltmeister von 1964 Josef Stiegler ebenso aus Lienz wie der Bronzemedaillengewinner von 1978 und Veranstalter des Dolomitenmanns Werner Grissmann. Auch die ehemaligen Skifahrer Anton Steiner und Fritz Strobl sowie der Leichtathlet und Zehnkämpfer Roland Schwarzl wurden in Lienz geboren.